# Nhà Kim
Nhà Kim (tiếng Trung: 金朝; Hán-Việt: Kim triều; bính âm: Jīn Cháo, tiếng Nữ Chân:  /amba-an antʃu-un/ 1115-1234) là một triều đại do người Nữ Chân gây dựng trong lịch sử Trung Quốc. Người Nữ Chân nguyên là phiên thuộc của triều Liêu, thủ lĩnh Hoàn Nhan A Cốt Đả sau khi thống nhất các bộ lạc Nữ Chân, vào năm 1115 dựng nước đặt đô tại Hội Ninh phủ (nay thuộc A Thành, Hắc Long Giang), quốc hiệu là Đại Kim. Sau khi triều Kim lập quốc, cùng Bắc Tống định "Liên minh trên biển" nhằm giáp công Liêu, đến năm 1125 thì Kim diệt Liêu. Bắc Tống tiến đánh Liêu hai lần song đều thua, Kim thấy vậy liền xé bỏ hẹn ước với Bắc Tống, hai lần nam hạ Trung Nguyên, đến năm 1127 thì tiêu diệt Bắc Tống. Khi dời đô đến Trung Đô (nay thuộc Bắc Kinh), lãnh thổ Kim bao trùm Hoa Bắc, cùng khu vực Hoa Trung ở phía bắc Tần Lĩnh-Hoài Hà, khiến cho Tây Hạ cùng các bộ lạc Mạc Bắc như Tháp Tháp Nhi, Khắc Liệt phải thần phục, Nam Tống phải nhận là nước cháu (Tống gọi Kim là nước chú), xưng bá tại Đông Á.
Đến thời kỳ Kim Thế Tông và Kim Chương Tông, chính trị và văn hóa của Kim đạt đến đỉnh cao, song vào trung hậu kỳ Kim Chương Tông thì dần xuống dốc. Sức chiến đấu của quân Kim không ngừng suy giảm, thậm chí khi người thống trị tiến hành trao bổng lộc ở mức cao cho binh lính cũng không cản lại nổi. Quan hệ giữa người Nữ Chân và người Hán mãi không thể tìm được con đường thích hợp. Thời kỳ Hoàng đế Hoàn Nhan Vĩnh Tế và Kim Tuyên Tông, Kim bị Đại Mông Cổ Quốc mới nổi lên ở phía bắc xâm lược, trong khi nội bộ cũng có tranh đấu, vùng Sơn Đông-Hà Bắc có dân biến không dứt, cuối cùng buộc phải nam thiên Biện Kinh (nay là Khai Phong, Hà Nam). Sau đó, nhằm khôi phục thế lực, Kim lại giao chiến với Tây Hạ và Nam Tống, các bên đều tiêu hao thực lực. Năm 1234, do bị Mông Cổ và Nam Tống bắc nam hợp đánh, Đại Kim diệt vong.
Năm 1115, khi Hoàn Nhan A Cốt Đả xưng đế có nói với quần thần: "Liêu lấy sắt tinh luyện làm hiệu, nhằm thể hiện sự vững mạnh. Sắt tinh luyện tuy cứng song cuối cùng cũng bị "biến hoại", chỉ có 'kim' là "bất biến bất hoại", vì vậy lấy quốc hiệu là Đại Kim để thể hiện mong muốn mãi mãi chẳng đổi chẳng hỏng.
Kim là 'triều đại chinh phục' do người Nữ Chân dựng nên, mang nặng tính chất chế độ bộ lạc. Vào sơ kỳ, Kim theo chế độ bột cực liệt, tức quý tộc hiệp nghị. Sau đó, triều đình Kim tiếp thu chế độ của Liêu và Tống, dần dần chuyển từ chính trị nhị nguyên sang chế độ Hán pháp đơn nhất, do vậy cơ chế chính trị của Kim được tinh giản mà lại lớn mạnh. Về mặt quân sự, Kim thi hành chế độ Mãnh an Mưu khắc, tức quân dân hợp nhất, có thiết kỵ binh và hỏa khí tinh nhuệ, trước sau đánh bại nhiều cường quốc. Về mặt kinh tế, phần lớn kế thừa Bắc Tống, nghề gốm sứ và nghề rèn sắt hưng thịnh, 'các trường" giữa Kim-Hạ kiểm soát mạch máu kinh tế Tây Hạ. Quý tộc Nữ Chân chiếm lĩnh bừa bãi đất ruộng ở Hoa Bắc, nô dịch người Hán khiến hai bên xung đột quyết liệt. Khi quốc thế triều Kim suy thoái, người Hán nối tiếp nhau tiến hành nổi dậy vũ trang.
Triều Kim trên phương diện văn hóa cũng dần theo hướng Hán hóa, từ trung kỳ về sau, hiện tượng quý tộc Nữ Chân đổi sang họ Hán, mặc Hán phục càng ngày càng phổ biến, triều đình mặc dù cấm song vẫn không cản nổi. Kim Thế Tông tích cực đề xướng học tập tiếng Nữ Chân, chữ Nữ Chân, song không thể vãn hồi xu thế người Nữ Chân bị Hán hóa. Tạp kịch và hí khúc thời Kim khá phát triển, thịnh hành hình thức dùng tạp kịch làm trò. Sự phát triển của viện bản thời Kim đặt cơ sở cho tạp kịch Nguyên khúc về sau này. Y học và số học thời Kim có sự phát triển nhanh chóng, Kim Nguyên tứ đại gia có ảnh hưởng quan trọng tới tiến trình phát triển của Trung y, việc nỗ lực phát triển "Thiên Nguyên thuật" và soạn viết "Trùng tu Đại Minh lịch" có ảnh hưởng quan trọng đối với số học thời Nguyên.

## Lịch sử

### Hưng khởi và diệt Liêu
Triều Kim do người Nữ Chân kiến lập, dân tộc này sinh sống dựa vào đánh cá và săn bắn. Thời Đường, người Nữ Chân được gọi là Mạt Hạt, đến thời Ngũ Đại thì bao gồm các bộ lạc như Hoàn Nhan bộ, thần thuộc Bột Hải Quốc. Thủ lĩnh Khất Tứ Bỉ Vũ (Gulsabiwu) của người Mạt Hạt (thủy tổ của người Nữ Chân) ngày xưa từng cùng Đại Trọng Tượng và Đại Tộ Vinh chống lại Võ Tắc Thiên những năm 696 - 698. Đại chiến Thiên Môn Lĩnh giữa nhà Chu và Đại Trọng Tượng nổ ra năm 698, Đại Trọng Tượng và Khất Tứ Bỉ Vũ tử chiến, Đại Tộ Vinh lên lãnh đạo dân quân Cao Câu Ly và Mạt Hạt đánh bại 20 vạn quân Chu do hai tướng người Khiết Đan là Lý Giai Cố và Lạc Vũ Chỉnh chỉ huy. Sau khi Đại Tộ Vinh lập ra vương quốc Bột Hải cùng năm 698, người Mạt Hạt được cho nắm giữ 1 phần quyền lực trong vương quốc này. Triều Liêu (đời vua Liêu Thái Tổ) sau khi đánh diệt Bột Hải Quốc (đời vua Đại Nhân Soạn) vào năm 926, thu biên người Nữ Chân ở phương nam, gọi là Thục Nữ Chân, người Nữ Chân ở phương bắc là Sinh Nữ Chân. Đến vãn kỳ của triều Liêu, triều chính hỗn loạn, Liêu Thiên Tộ Đế hồ đồ bất tài, triều đình Liêu không ngừng đòi cống phẩm, chà đạp bách tính Nữ Chân.
Một số bộ lạc Nữ Chân ở đông bắc bộ Cao Ly từng là thần thuộc của vương triều này, đồng thời cũng triều cống, được gọi là Đông Nữ Chân hoặc Đông Bắc Nữ Chân. Sau khi Hoàn Nhan bộ nổi lên, liên minh các bộ lạc Nữ Chân với nòng cốt là Hoàn Nhan bộ muốn thống nhất bộ lạc Nữ Chân tại Hạt Lãn Điện (nay là khu vực đông bắc của Bắc Triều Tiên), Cao Ly bất an nên quyết định khai khẩn vùng đất này, hai bên phát sinh xung đột. Tháng hai năm 1104, các tướng Cao Ly như Lâm Can suất quân xâm nhập Hạt Lãn Điện, bị quân Nữ Chân đánh cho thảm bại. Cao Ly chiến bại tổn binh, song vì Doãn Quán du thuyết nên quân Nữ Chân tạm ngưng chiến. Sau khi quân Nữ Chân rút đi, Doãn Quán thỉnh cầu với Cao Ly Túc Tông huấn luyện binh sĩ nhằm tạo ra một đội quân tinh nhuệ. Năm 1107, Doãn Quán suất lĩnh "Biệt vũ ban" gồm 17 nghìn lính tiến đánh người Nữ Chân, giành được thắng lợi, cho xây dựng 9 tòa thành ở khu vực Hàm Hưng ngày nay. Năm 1108, Cao Ly có tranh đấu nội bộ, quân chủ mới là Cao Ly Duệ Tông lệnh cho Doãn Quán triệt binh. Từ năm 1108 đến 1109, Ô Nhã Thúc chỉ huy quân Nữ Chân thu phục Hạt Lãn Điện, Cao Ly thỉnh hòa, xin rút quân khỏi 9 thành và các khu vực chiếm được của người Nữ Chân.

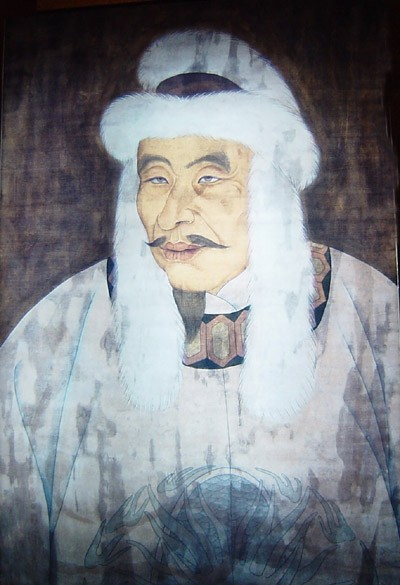
Kim Thái Tổ Hoàn Nhan A Cốt Đả, người sáng lập triều Kim

Năm 1112, khi Thiên Tộ Đế đến Xuân châu tụ hội cùng với tù trưởng các tộc Nữ Chân đã cư xử bất kính với Hoàn Nhan A Cốt Đả và các tù trưởng khác, khiến cho Hoàn Nhan A Cốt Đả có ý phản kháng triều đình Liêu, sau đó xuất binh thống nhất các tộc Nữ Chân. Năm 1114, Hoàn Nhan A Cốt Đả tuyên chiến với triều đình Liêu.
Những người tị nạn Bột Hải vẫn giữ được văn hóa và bản sắc của họ ngay cả dưới sự cai trị khắc nghiệt của nhà Liêu. Kể từ khi thủ lĩnh bộ tộc Nữ Chân (những người là hậu duệ của người Mạt Hạt từng nắm 1 phần quyền lực của Bột Hải, họ đồng thời là tiền thân của nhà Kim và nhà Thanh) là Hoàn Nhan A Cốt Đả lãnh đạo một cuộc nổi dậy chống lại nhà Liêu vào năm 1114, những người tị nạn Bột Hải với con số khổng lồ đã tham gia chiến tranh để tránh bị đánh thuế khắc nghiệt và xóa sổ văn hóa, giúp đỡ người Nữ Chân chống Liêu một cách tích cực. Người Nữ Chân tuyên bố nguồn gốc chung của người Bột Hải và Nữ Chân là từ bảy bộ lạc vật cát (勿吉), và tuyên bố: "Nữ Chân và Bột Hải là cùng một gia đình".
Vua Liêu sai tướng mang 7.000 quân đi đánh Nữ Chân, tập kết tại bờ phía bắc sông Áp Tử (tức sông Nộn Giang, vị trí giữa hai tỉnh Cát Lâm và Hắc Long Giang); Hoàn Nhan A Cốt Đả dàn 3.700 quân đối bờ. Lợi dụng ban đêm, A Cốt Đả mang quân vượt sông, bấy giờ gió lớn nỗi lên, trời tối mù mịt, xua quân tiến đánh, quân Liêu tan vỡ đại bại, sau đó tiếp tục bại trận trong các trận chiến Ninh Giang và Xuất Hà Điếm.
Tháng giêng năm 1115, tại Hoàng Đế trại (nay thuộc A Thành, Cáp Nhĩ Tân, Hắc Long Giang), Hoàn Nhan A Cốt Đả xưng đế kiến quốc, tức Kim Thái Tổ, định quốc hiệu là "Đại Kim". Đến lúc này, Liêu Thiên Tộ Đế mới xem trọng sự việc, đồng thời hạ lệnh thân chinh, song quân Liêu bị quân Kim đánh bại, còn nội bộ triều Liêu lại xảy ra việc Da Luật Chương Nô và Cao Vĩnh Xương làm phản.
Kim Thái Tổ lấy Ngũ Kinh của Liêu làm mục tiêu, phân binh làm hai lộ triển khai chiến tranh Kim diệt Liêu. Liêu Thiên Tộ Đế từng sắc phong cho Kim Thái Tổ là Đông Hoài quốc hoàng đế nhằm an phủ, song văn bản trong sắc phong không gọi Hoàn Nhan A Cốt Đả là huynh trưởng, quốc hiệu không phải là Đại Kim, do vậy ông không tiếp thụ sắc phong mà tiếp tục tiến đánh Liêu.
Tháng năm của năm 1116, quân Đông lộ chiếm lĩnh Đông Kinh Liêu Dương phủ (nay thuộc Liêu Dương, Liêu Ninh), đến năm 1120 quân Tây lộ đánh chiếm Thượng Kinh Lâm Hoàng phủ (nay thuộc Ba Lâm Tả, Nội Mông), triều Liêu để mất một nửa đất đai. Trong lúc đang diễn ra chiến sự, Bắc Tống liên tục phái các sứ giả Mã Chính, Triệu Lương Tự đến, cùng Kim định Hải thượng chi minh, liên hiệp tiến công Liêu. Năm 1122, quân Đông lộ đánh hạ Trung Kinh Đại Định phủ (nay thuộc Ninh Thành, Nội Mông), Thiên Tộ Đế chạy đến sa mạc Gobi. Đồng thời, quân Tây lộ cũng đánh hạ Tây Kinh Đại Đồng phủ (nay thuộc Đại Đồng, Sơn Tây), Da Luật Đại Thạch lập Da Luật Thuần ở Nam Kinh Tích Tân phủ (nay thuộc Bắc Kinh), tức chính quyền Bắc Liêu. Bắc Tống phái Đồng Quán cùng những người khác nhiều lần đem quân bắc phạt Liêu, song đều bị quân Liêu đánh tan. Bắc Tống cuối cùng phải thỉnh quân Kim đánh hạ Nam Kinh của Liêu, Bắc Liêu mất, đến lúc này Ngũ Kinh của Liêu đều bị Kim đánh hạ. Tống và Kim trải qua hiệp thương, kết quả là quân Kim sẽ trao cho Tống một bộ phận thành thị của Yên Vân thập lục châu, đồng thời thu được tuế tệ, song cuối cùng Bắc Tống chỉ thu được các tòa thành không sau khi chúng bị quân Kim cướp phá.
Năm 1123, Kim Thái Tổ qua đời, em trai là Hoàn Nhan Ngô Khất Mãi kế vị, tức Kim Thái Tông. Tháng giêng năm 1124, nhằm liên hiệp với Tây Hạ để diệt Liêu, Kim Thái Tông cắt đất Liêu cũ ở phía bắc Hạ Trại và phía nam Âm Sơn cho Tây Hạ, Tây Hạ chuyển sang xưng thần với Kim. Năm 1125, Liêu Thiên Tộ Đế bị bắt, triều Liêu mất. Người Nữ Chân đã trả thù cho vương quốc Bột Hải từng bị người Khiết Đan tiêu diệt vào năm xưa. Song Da Luật Đại Thạch suất quân tiến về phía tây, thành lập Tây Liêu ở Tây Vực..

### Chinh Tống và hòa đàm

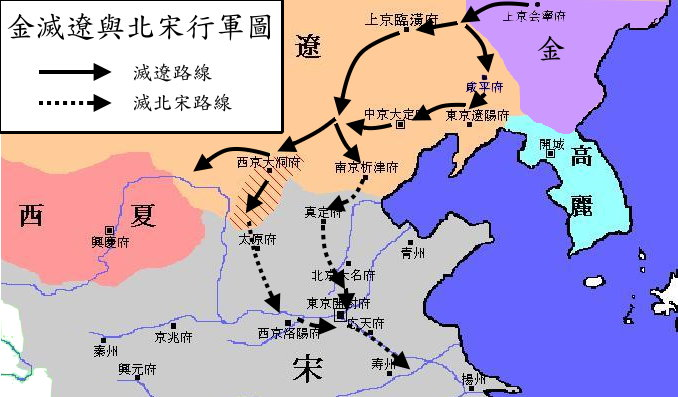
Bản đồ mô tả việc Kim (金) diệt Liêu (遼) và Bắc Tống (宋).

Sau khi diệt Liêu, triều Kim liền có ý nam hạ diệt triều Tống. Kim Thái Tông mượn "biến Bình châu", vào năm 1125 phát động chiến tranh Kim diệt Tống. Kim Thái Tông phái Bột cực liệt Hoàn Nhan Tà Dã làm Đô nguyên soái, Hoàn Nhan Tông Vọng, Hoàn Nhan Tông Hàn phân binh hai lộ Hà Bắc và Sơn Tây, cuối cùng hội quân ở thủ đô Khai Phong của Bắc Tống. Trước tình huống tướng Tống Lý Cương tử thủ Khai Phong, hai bên Kim và Tống ký kết "Tuyên Hòa hòa nghị" Năm 1126, lấy lý do triều đình Tống hủy ước, Kim Thái Tông lại phái Hoàn Nhan Tông Vọng và Hoàn Nhan Tông Hàn phân làm hai lộ công phá Khai Phong, đến năm sau bắt được Tống Khâm Tông, Tống Huy Tông cùng hoàng thất Tống và đưa họ về phía bắc, sử gọi là Tĩnh Khang chi họa, Bắc Tống diệt vong. Tuy nhiên, Khang vương Triệu Cấu của Bắc Tống tránh được nạn, đồng thời xưng đế ở Nam Kinh Quy Đức phủ (nay thuộc Thương Khâu, Hà Nam), kiến quốc Nam Tống, tức Tống Cao Tông. Để phục vụ cho mục đích thống trị vùng đất rộng lớn mới chiếm lĩnh được từ tay người Hán, triều Kim trước sau lập ra các chính quyền bù nhìn là Trương Sở và Lưu Tề, đồng thời nhiều lần phái Hoàn Nhan Tông Bật và các tướng Kim khác đem quân nam chinh Tống Cao Tông (lúc này dời đến Giang Nam). Nhờ nỗ lực của các tướng Nhạc Phi, Hàn Thế Trung, Trương Tuấn, Nam Tống mới được giữ vững. Cuối cùng, triều Kim chỉ còn cách buộc Nam Tống xưng nước cháu với mình, đồng thời bắt các nước Tây Hạ và Cao Ly phải thần phục, xưng bá Đông Á.
Năm 1135, Kim Thái Tông qua đời, tôn tử của Kim Thái Tổ là Hoàn Nhan Đản tức vị, tức Kim Hy Tông. Đương thời, có một số công thần phụ tá triều đình Kim được gọi là "Diên Khánh công thần", bọn họ kiểm soát triều chính, chủ yếu phân thành phái chủ chiến và phái chủ hòa. Kim Hy Tông phế trừ Lưu Tề vào năm 1137, sau đó nghe theo kiến nghị của Hoàn Nhan Thát Lãn thuộc phái chủ hòa, tiến hành nghị hòa với phái chủ hòa của Nam Tống gồm Tống Cao Tông và Tần Cối. Việc phải cắt nhượng Hà Nam và Thiểm Tây khiến cho Hoàn Nhan Tông Bật thuộc phái chủ chiến bất mãn, đến năm 1140 thì Hoàn Nhan Tông Bật suất quân đoạt lấy đất Hà Nam, Thiểm Tây. Năm sau, Hoàn Nhan Tông Bật lại nam chinh, song bị Nhạc Phi và Lưu Kỹ đánh bại, Nhạc Phi sau trận Yển Thành tiến hành bắc phạt, tiến sát Biện Kinh. Cuối cùng, Hoàn Nhan Tông Bật và phái chủ hòa của Nam Tống hợp đàm, ký kết Thiệu Hưng hòa nghị, đến lúc này biên giới Kim-Tống hoàn toàn xác định theo Tần Lĩnh-Hoài Hà. Kim Hy Tông từ nhỏ đã được dạy dỗ trong môi trường văn hóa Hán, sau khi đăng cơ cùng với Hoàn Nhan Tông Bật thúc đẩy cải cách theo Hán chế, đồng thời trọng dụng người Hán. Năm sau, Kim Hy Tông phái ba người thuộc "Diễn Khánh công thần" là Hoàn Nhan Tông Bàn, Hoàn Nhan Tông Cán, Hoàn Nhan Tông Hàn cùng tổng quản cơ cấu chính phủ. Quan chế Kim đến lúc này về cơ bản đã Hán hóa, kiến lập tam tỉnh chế với thượng thư tỉnh là trung tâm. Kim Hy Tông do bị "Diễn Khánh công thần" và Hoàng hậu khống chế, bản thân sầu não quá độ, đến hậu kỳ thì không còn lo việc triều chính, lạm sát người vô tội, cuối cùng bị anh họ là Hữu thừa tướng Hải Lăng vương Hoàn Nhan Lượng sát hại vào năm 1150, Hoàn Nhan Lượng xưng làm hoàng đế.
Nhằm công phạt Nam Tống, thống nhất Trung Hoa, Hoàng đế Hoàn Nhan Lượng thi hành nhiều biện pháp: thiên đô đến Yên Kinh (nay thuộc Bắc Kinh), gọi là Trung Đô, đồng thời cũng có ý nam thiên đến Biện Kinh; phân chia lại về hành chính với việc thành lập 4 lộ nhằm tạo thuận lợi cho quản lý; đưa quân đội khi trước do Kim Thái Tông cùng Hoàn Nhan Tông Cán và Hoàn Nhan Tông Hàn quản lý đang trú trát tại Thượng Kinh Hội Ninh phủ chuyển sang chịu sự quản chế của triều đình, tạo nền tảng cho chế độ trung ương tập quyền của triều Kim. Tuy nhiên, Hoàn Nhan Lượng nghi kỵ sâu sắc các thành viên trong tông thất, hậu duệ của Kim Thái Tông hầu như đều bị Hoàn Nhan Lượng sát hại; đồng thời ông hao phí của cải rất lớn, không xem xét đến sự phản đối của một bộ phận đại thần, kiên quyết Nam chinh. Tháng 5 năm 1161, triều đình Kim khiến sứ sang Tống yêu cầu hoạch định lại biên giới, có ý muốn tạo cớ gây hấn, Nam Tống bắt đầu phòng bị chiến tranh. Năm sau, Hoàng đế Hoàn Nhan Lượng suất đại quân từ Biện Kinh phân binh làm 4 lộ tiến hành nam chinh. Quân Đông diện phân thành hải lộ và lục lộ, quân lục lộ do Hoàng đế Hoàn Nhan Lượng tự thân suất lĩnh, từ Túc châu (nay là Túc Châu, An Huy) vượt qua Hoài Hà đánh thẳng đến Hòa châu (nay là huyện Hòa, An Huy), thủy quân hải lộ đánh thẳng vào thủ đô Lâm An (nay là Hàng Châu, Chiết Giang) của Nam Tống. Quân Tây lộ phân biệt từ Quan Trung tiến công khu vực Tứ Xuyên và từ Hà Nam tiến công khu vực Hồ Bắc. Quân Đông lộ sau khi vượt Hoài Hà đánh chiếm Hòa châu thì chuẩn bị tiếp tục vượt Trường Giang. Tuy nhiên, thủy quân hải lộ của Kim bị thủy quân của tướng Tống Lý Bảo tiêu diệt tại Giao Tây (nay thuộc Giao Châu, Sơn Đông). Đồng thời, người Khiết Đan ở tây bắc làm phản, em họ là Cát vương Hoàn Nhan Tụ tự lập làm hoàng đế ở Đông Kinh Liêu Dương phủ, đồng thời chuyển đến Yên Kinh, tức Kim Thế Tông. Trước tình hình này, Hoàng đế Hoàn Nhan Lượng vẫn cố vượt Trường Giang, song đội quân tiến trước bị tướng Tống Ngu Doãn Văn đánh bại trong Trận Thái Thạch, thuyền hạm cũng bị quân Tống tiêu hủy. Hoàng đế Hoàn Nhan Lượng có ý đồ dời quân đến Dương Châu để vượt Trường Giang, song bị bộ hạ phản đối mạnh mẽ, cuối cùng họ phát động binh biến sát hại Hoàn Nhan Lượng. Quân Tống thừa cơ thu phục khu vực phía nam Hoài Hà, tức Hoài Nam, từ sau đó Kim không còn phát động chiến tranh nhằm diệt Tống nữa.

### Thế-Chương thịnh thế

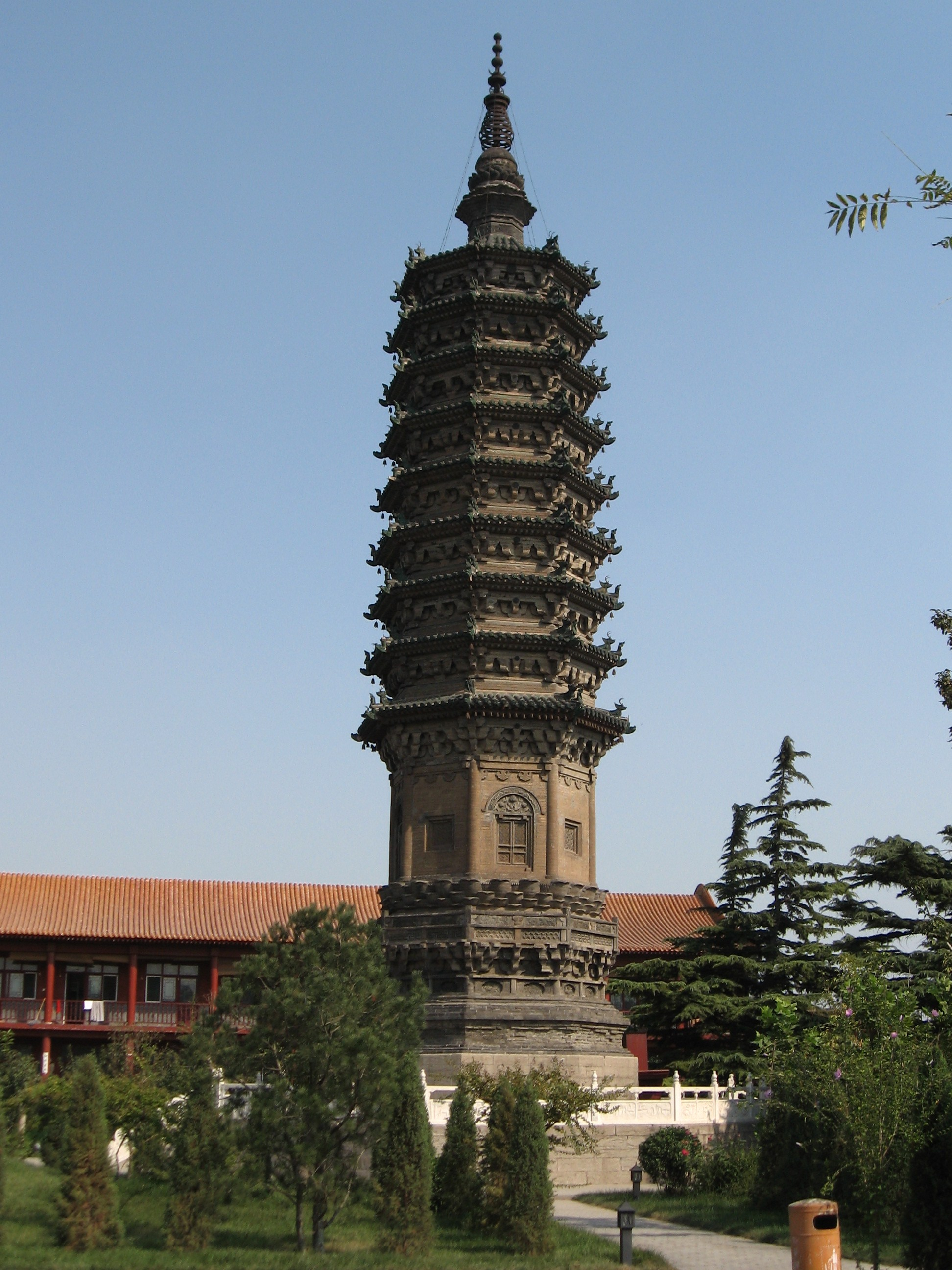
Tháp Trừng Linh ở chùa Lâm Tế tại Chính Định, được xây dựng từ năm 1161 đến năm 1189

Năm 1161, Kim Thế Tông sau khi cử binh thì chiêu cáo tội lỗi của Hoàng đế Hoàn Nhan Lượng, suất quân thống nhất Hoa Bắc, đồng thời đình chỉ phát động chiến tranh nhằm diệt Tống. Tuy nhiên, chiến tranh giữa Kim và Tống vẫn chưa kết thúc, vào năm 1162 lấy lý do Nam Tống không nguyện xưng thần, Kim Thế Tông phái chủ tướng Bộc Tán Trung Nghĩa tiến trú Biện Kinh, Hột Thạch Liệt Chí Ninh trấn thủ tiền tuyến, chuẩn bị đoạt lại khu vực Hoài Nam. Lúc này, Tống Hiếu Tông Triệu Thận có ý đồ muốn thu phục Trung Nguyên nên phái chủ tướng Trương Tuấn suất lĩnh quân đội bắc phạt, sử gọi là Long Hưng bắc phạt. Quân Tống dần dần chiếm lĩnh các nơi ở Hoài Bắc, song bị Hột Thạch Liệt Chí Ninh đánh tan trong trận Phù Li, chiến dịch bắc phạt của Tống kết thúc. Sau đó, phái chủ hòa trong triều đình Nam Tống nổi lên, đến năm 1164 khi quân Kim lại tiến hành nam chinh thì Tống cầu hòa, hai bên ký kết hiệp ước, đối đãi bình đẳng, triều Kim thu được của cải mỗi năm từ Tống. Về mặt nội chính, bản thân Kim Thế Tông rất giản dị, lựa chọn phương thức quản lý triều chính trung dung yên ổn, đề xướng Nho học; tra vấn quan lại, nghiêm cấm tham ô; có thái độ thực tế với kinh tế, đồng thời miễn trừ các khoản thuế bất hợp lý, khi xảy ra thiên tai thì lập tức cho cứu tế. Đương thời, nhân dân các tộc liên tiếp khởi nghĩa, Kim Thế Tông vì để duy trì thống trị nên lợi dụng các chế độ khoa cử, học hiệu, tranh thủ sự ủng hộ của quý tộc người Hán, tăng cường quyền lực của mãnh an-mưu khắc, mở rộng diện tích đất đai do người Nữ Chân chiếm hữu. Những việc này đều khiến cho kinh tế-văn hóa của triều Kim khôi phục và phát triển ở trình độ nhất định, sử gọi là Đại Định chi trị. Ngoài việc chống lại Nam Tống bắt phạt, Kim Thế Tông còn xuất binh uy chấn Tây Hạ, Cao Ly, khiến hai nước này thần phục, triều Kim được Kim Sử gọi là 'tiểu Nghiêu Thuấn'. Năm 1189, Kim Thế Tông qua đời, do Thái tử Hoàn Nhan Doãn Cung mất sớm, do vậy nhi tử của Doãn Cung là Hoàn Nhan Cảnh tức vị, tức Kim Chương Tông.
Tiền kỳ thời Kim Chương Tông, chính trị Kim bị Hán hóa rất sâu, kinh tế rất phát triển, sử gọi là Minh Xương chi trị. Không chỉ khích lệ văn hóa trong nước, bản thân Kim Chương Tông cũng được mô tả là người hay chữ. Tuy nhiên, Kim Chương Tông quá xem trọng việc phát triển văn hóa, sủng ái Lý Sư Nhi (sau phong là Nguyên phi) và ngoại thích Lý thị, nhiệm dụng người có xuất thân 'kinh đồng' là Tư Trì Quốc quản lý triều chính. Hai thế lực này hiệp trợ lẫn nhau, mưu cầu tư lợi khi can chính, khiến cho cục thế chính trị vào hậu kỳ thời Kim Chương Tông dần trượt dốc, cộng thêm Hoàng Hà gây lũ lụt và thay đổi dòng chảy khiến quốc thế triều Kim dần suy thoái. Lúc này, quân sự triều Kim dần bị bỏ bê, các bộ Mông Cổ ở phương bắc nổi lên. Kim Chương Tông từng phái binh đến Mông Cổ, đồng thời kích động các bộ lạc Mông Cổ tàn sát lẫn nhau, song hiệu quả thu được không lớn, cuối cùng Thành Cát Tư Hãn thống nhất Mông Cổ. Quyền thần Nam Tống là Hàn Thác Trụ thấy quốc thế triều Kim suy thoái, mệnh Ngô Hi quản lý đất Thục, chuẩn bị bắc phạt, tuy nhiên triều đình Kim cũng phái Bộc Tán Quỹ trấn giữ Biện Kinh đề kháng quân Tống. Năm 1206, Hàn Thác Trụ phát động Khai Hy bắc phạt, triều Kim từng để mất khu vực Hoài Bắc, song lại nhận được sự đầu hàng của Ngô Hy ở Thục. Đến tháng tám, Bộc Tán Quỹ suất quân chia làm 9 lộ nam hạ, đến cuối năm thì áp sát Trường Giang, đồng thời vây đánh Tương Dương. Năm sau, Ngô Hy bị sát hại, Tứ Xuyên lại về tay Nam Tống, đến lúc này hai bên có ý hòa nghị. Cuối cùng, Hàn Thác Trụ bị giết theo như yêu cầu của Kim, hai bên nghị hòa vào năm 1208, sử gọi là Gia Định hòa nghị. Năm 1208, Kim Chương Tông qua đời, do cả sáu nhi tử của ông đều chết yểu, Lý nguyên phi lập hoàng thúc của ông là Vệ Thiệu vương Hoàn Nhan Vĩnh Tế làm người kế vị.

### Trung suy và nam thiên

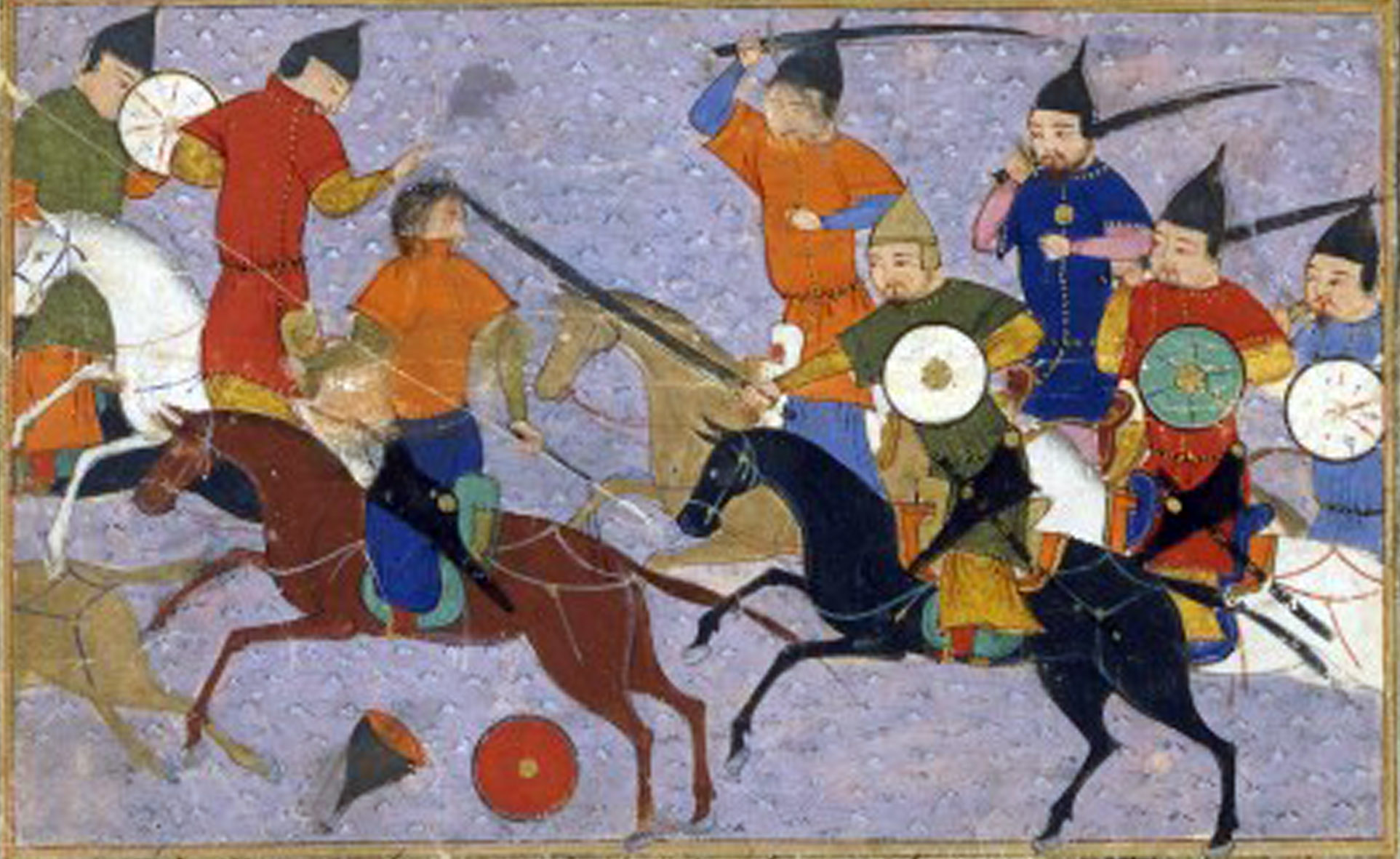
Trong chiến dịch Dã Hồ Lĩnh năm 1211 ở Trương Gia Khẩu, quân Mông Cổ tiêu diệt 40 vạn quân Kim

Hoàn Nhan Vĩnh Tế sau khi kế vị lập tức thanh trừ thế lực ngoại thích, song bản thân ông lại dùng nhầm người, càng khiến cho quốc thế triều Kim suy thoái hỗn loạn, đương thời không đủ sức phản kháng quân Mông Cổ xâm nhập. Nắm 1206, Thành Cát Tư Hãn thống nhất Đại Mạc, lập nên Đại Mông Cổ Quốc. Đương thời, người Mông Cổ giữ thái độ thù địch nghiêm trọng với triều Kim, có ý thoát khỏi sự khống chế của triều Kim, Thành Cát Tư Hãn cũng biết rằng Hoàn Nhan Vĩnh Tế thuộc hàng bất tài, nhận định hiện là thời cơ tốt để đánh diệt triều Kim. Thành Cát Tư Hãn trước tiên công đánh Tây Hạ nhằm phá vỡ đồng minh Kim-Hạ. Đương thời, Tây Hạ cầu viện Kim, Hoàng đế Hoàn Nhan Vĩnh Tế ngồi xem không ứng cứu, cuối cùng Tây Hạ thần phục Mông Cổ, chuyển sang phụ Mông phạt Kim. Sau khi loại bỏ được nỗi lo từ Tây Hạ, Thành Cát Tư Hãn vào năm 1210 đoạn giao với triều Kim. Năm sau, Thành Cát Tư Hãn phát động chiến tranh Mông-Kim, 40 vạn quân Kim do Thừa tướng Hoàn Nhan Thừa Dụ và Tướng Hoàn Nhan Cửu Cân suất lĩnh bị quân Mông Cổ đại phá trong trận Dã Hồ Lĩnh, Hoàng đế Hoàn Nhan Vĩnh Tế đem chức Thừa tướng giao lại cho Đồ Đan Dật giỏi mưu lược. Quân Mông Cổ sau đó đánh vào Hoa Bắc, cướp đoạt tứ xứ, cuối cùng bao vây Trung Đô của Kim, song do thành trì Trung Đô vững chắc nên quân Mông Cổ rút lui. Năm 1212, Thành Cát Tư Hãn lại một lần nữa xuống phía nam đánh Kim, từng bao vây Tây Kinh Đại Đồng phủ của Kim. Cùng năm, một người Khiết Đan là Da Luật Lưu Ca ở vùng đông bắc tiến hành phản Kim phụ Mông, quân triều đình Kim bị đánh bại tại Địch Cát Não (nay ở phụ cận Xương Đồ, Liêu Ninh). Năm 1213, Tướng Hồ Sa Hổ sát hại Hoàng đế Hoàn Nhan Vĩnh Tế, Hồ Sa Hổ lập thứ huynh của Kim Chương Tông là Hoàn Nhan Tuần kế vị, tức Kim Tuyên Tông.
Hồ Sa Hổ nắm giữ đại quyền của triều Kim, song do uy hiếp tướng trấn thủ Trung Đô là Truật Hổ Cao Kỳ nên cuối cùng bị người này sát hại. Mùa thu năm 1213, Thành Cát Tư Hãn phân binh làm 3 lộ đánh Kim, phái Hoàng tử Truật Xích kinh lược Sơn Tây, Hoàng đệ Hợp Tát Nhi đến Hà Bắc, bản thân Thành Cát Tư Hãn cùng ấu tử Đà Lôi đến Sơn Đông, triều đình Kim chỉ còn 11 thành như Trung Đô, Chân Định, Đại Danh là chưa bị mất. Năm sau, Kim Tuyên Tông cầu hòa, dâng vàng và Kỳ Quốc công chúa cho Thành Cát Tư Hãn, đạt được Mông-Kim hòa nghị. Sau khi quân Mông Cổ rút lui, Kim Tuyên Tống bất chấp sự phản đối của Đồ Đan Dật và những người khác, cùng Truật Hổ Cao Kỳ dời đô đến Biện Kinh, phái Thái tử Hoàn Nhan Thủ Trung trấn thủ Trung Đô, khiến quân dân Hà Bắc bất an. Năm 1215, quân Mông Cổ lấy lý do Kim dời đô đến phía nam để suất quân đánh chiếm Trung Đô, đến lúc này Kim để mất khu vực Hà Bắc. Tháng mười cùng năm, tướng Kim phụ trách đánh Da Luật Lưu Ca là Bồ Tiên Vạn Nô tự lập làm hoàng đế ở Liêu Đông, dựng nên Đông Chân Quốc. Đến lúc này, vùng đất mà người Nữ Chân hưng khởi bị phân chia giữa Bồ Tiên Vạn Nô và Da Luật Lưu Ca, còn Sơn Đông và Hà Bắc đều có quân Áo Đỏ nổi dậy, triều đình Kim chỉ còn khống chế được Hà Nam, Hoài Bắc và Quan Trung. Hoàng Hà từ khi Kim nam thiên thì đổi dòng sang hướng đông nam, phạm vi ngập lụt rất rộng.

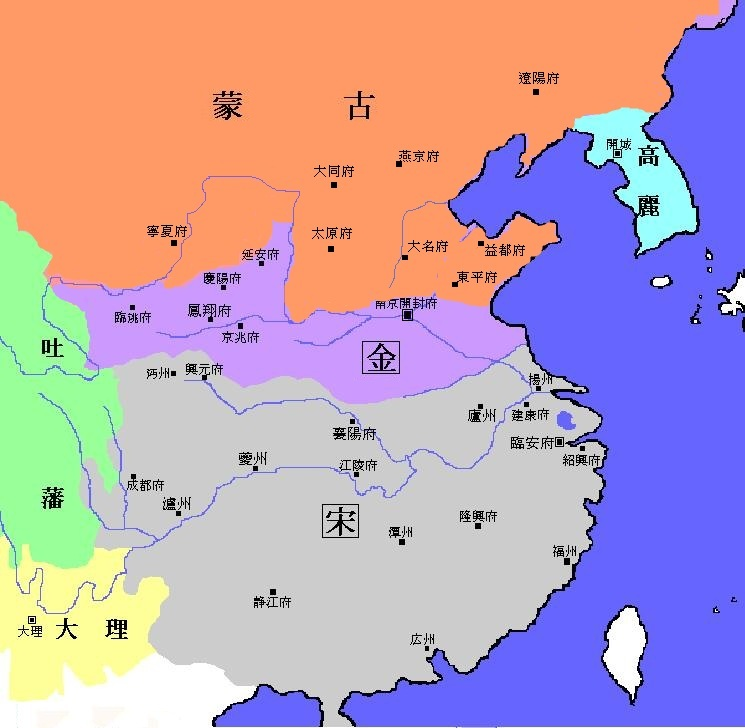
Lãnh thổ Kim năm 1227

Sau khi Kim Tuyên Tông nam thiên, quốc thế của Kim càng thêm yếu, Mông Cổ thay thế Kim xưng bá tại Đông Á. Vì Thành Cát Tư Hãn đem quân tây chinh Đế quốc Khwarezm Ba Tư nên ông ta phong Mộc Hoa Lê làm "Thái sư quốc vương" thống lĩnh đất Hán. tiếp tục uy hiếp triều Kim, Kim ở vào trạng thái hấp hối. Mặc dù Kim Tuyên Tông muốn chấn hưng lại triều Kim, song không có tài năng mưu kế kiệt xuất, lại có thiên tính nghi kỵ, về mặt chính trị không có sự khởi sắc. Năm 1219, Thái Nguyên thất thủ, triều đình Kim lập "Hà Bắc cửu công", phong cho 9 người như Vương Phúc, Di Lạt Chúng Gia Nô, Vũ Tiên tước công, ban hiệu "Tuyên lực trung thần", mục đích là để khiến họ giữ vững quốc thổ, song không có kết quả. Kim Tuyên Tông nhiệm dụng Truật Hổ Cao Kỳ, người này có bản tính hà khắc, liên tục nam chinh Nam Tống, tây chinh Tây Hạ để khuếch trương lãnh thổ, đồng thời tiếp tục chiến đấu kháng Mông Cổ. Đến lúc này, tình hình của triều Kim là nội chính không tốt, quân lực đã sút kém, trải qua nhiều lần chiến tranh khiến Kim lâm vào khốn cảnh. Năm 1219, Truật Hổ Cao Kỳ bị Kim Tuyên Tông giết. Năm 1224, Kim Tuyên Tông qua đời, thứ tử Hoàn Nhan Thủ Tự kế vị, tức Kim Ai Tông.

### Vong quốc tại Thái châu
Bài chi tiết: Trận Tam Phong Sơn;Trận Thái Châu (1233-1234)
Sau khi Kim Ai Tông tức vị, ông khuyến khích sản xuất nông nghiệp, hòa hảo với Nam Tống và Tây Hạ. Kim Ai Tông cũng lập ra "Trung hiếu quân" trực thuộc trung ương, nhiệm dụng Hoàn Nhan Trần Hòa Thượng và các danh tướng kháng Mông khác, vào năm 1228 đánh tan quân Mông Cổ trong trận chiến Đại Xương Nguyên tại huyện Ninh thuộc Cam Túc ngày nay. Sau đó, quân Kim thu phục được không ít đất đai, khiến triều Kim khởi tử hồi sinh. Tây Hạ do quốc lực suy lạc nên cuối cùng bị Mông Cổ tiêu diệt vào năm 1227. Thành Cát Tư Hãn qua đời trong chiến dịch tiêu diệt Tây Hạ, Oa Khoát Đài kế nhiệm vào năm 1229. Sau đó, quân Mông Cổ lại đối phó với Kim, Oa Khoát Đài Hãn phát động ba lộ phạt Kim vào năm 1230, Đại Hãn suất đại quân vượt Hoàng Hà đánh thẳng đến Biện Kinh, Oát Trần Na Nham suất quân Đông lộ đến Tế Nam, Đà Lôi suất quân Tây lộ từ Hán Trung mượn đường Tống theo Hán Thủy tiến đánh Biện Kinh. Năm 1232, Đà Lôi đến gần Biện Kinh, Kim Ai Tông phái Hoàn Nhan Hợp Đạt, Di Lạt Phổ A suất đại quân đánh chặn ở Đặng Châu. Đến lúc này, Oa Khoát Đài Hãn suất đại quân vượt Hoàng Hà, đồng thời phái Tốc Bất Đài đánh Biện Kinh. Quân bắc viện Biện Kinh của Hoàn Nhan Hợp Đạt giao chiến với quân của Đà Lôi ở Tam Phong Sơn (nay ở đông nam Vũ Châu, Hà Nam - nơi diễn ra trận Tam Phong Sơn), kết quả là đội quân tinh nhuệ này của Kim bị đánh bại hoàn toàn, các danh tướng Trương Huệ, Hoàn Nhan Hợp Đạt, Hoàn Nhan Trần Hòa Thượng và Di Lạt Phổ A tử vong. Quân Mông Cổ vây đánh Biện Kinh, Kim Ai Tông phải cầu hòa. Tuy nhiên, sau đó triều đình Kim lại giết sứ giả của Mông Cổ, Mông Cổ lại vây đánh Biện Kinh. Kim Ai Tông kiên trì đến cuối năm thì bỏ thành, chạy về nam đến Quy Đức (nay thuộc Thương Khâu, Hà Nam), tướng trấn thủ Biện Kinh là Thôi Lập đầu hàng Mông Cổ. Bị tướng Mông Cổ là Sử Thiên Trạch truy đuổi, Kim Ai Tông chạy đến Thái châu (nay thuộc Nhữ Nam, Hà Nam), quân Mông Cổ hẹn ước với tướng Nam Tống là Mạnh Củng, Giang Hải liên hiệp vây đánh. Tháng giêng năm 1234, Thái châu cực kỳ nguy cấp, Kim Ai Tông không muốn là quân chủ mất nước, do vậy ông đem hoàng vị trao cho Thống soái Hoàn Nhan Thừa Lân vào ngày 9 tháng 2 DL, sử gọi là Kim Mạt Đế. Đến khi thành Thái châu bị chiếm, Kim Ai Tông tự sát, Kim Mạt Đế tử vong trong loạn quân, triều Kim mất.

## Cương vực
Từ khi Kim Thái Tổ lập quốc, Kim liên tiếp phát động chiến tranh xâm lược Liêu, Bắc Tống, Tây Hạ, Cao Ly. Sang thời Kim Thái Tông, triều Kim trước sau đánh diệt Liêu và Bắc Tống, cương vực lúc này đông đến vùng đất cư trú của các tộc Cát Lý Mê, Ngột Đích Cải ở hạ du sông Tùng Hoa, giáp biển Nhật Bản; bắc đến Hỏa Lỗ Hỏa Mưu Khắc (nay thuộc khu vực dãy núi Stanovoy của Nga, cách Bồ Dữ lộ (nay thuộc huyện Khắc Đông, Hắc Long Giang) hơn 3.000 lý về phía bắc; tây bắc đến khu vực Hà Sáo, sát với các bộ lạc Đại Mạc như Tháp Tháp Nhi bộ, Uông Cổ bộ; phía tây men theo giới hào phụ cận Tần châu, sát với Tây Hạ. Ở phía nam, lấy Tần Lĩnh-Hoài Hà làm ranh giới với Nam Tống, ở đoạn viễn tây lấy Đại tán quan làm ranh giới. Cương vực triều Kim có thể phân thành 3 bộ phận, khu vực thứ nhất là vùng Đông Bắc và Mạc Nam nguyên nằm dưới quyền thống trị của triều Liêu, đây là vùng đất hưng khởi của triều Kim, bao gồm vùng đất cư trú của các bộ lạc Nữ Chân, cũng như người Khiết Đan, Hề, Bột Hải và các tộc Cát Lý Mê, Ngột Lý Cải. Vào đầu những năm kiến quốc, triều Kim đối với khu vực này đều dùng cựu chế của Sinh Nữ Chân, như sau khi Kim Thái Tổ chiếm lĩnh được các châu huyện ở Đông Kinh của Liêu vào năm 1116, "chiếu trừ Liêu pháp, giảm bớt thuế, đặt mãnh an-mưu khắc như chế độ bản triều", nghĩa là các tộc người Nữ Chân, Hán, Bột Hải, Khiết Đan hoặc Hề đều phải theo chế độ mãnh an-mưu khắc. Khu vực thứ hai từ Thượng Kinh Lâm Hoàng phủ kéo dài xuống phía nam, đến Yên Vân thập lục châu ở Hà Bắc-Sơn Tây, cư dân ở đây chủ yếu là người Hán, song chịu sự thống trị của người Khiết Đan trong một thời gian dài, dưới thời Kim vẫn duy trì chế độ Hán quan. Sử sách ghi là "Thái Tổ nhập Yên, bắt đầu dùng chế độ Nam-Bắc diện quan của Liêu", tức đồng thời thi hành cựu chế của người Nữ Chân và Hán chế. Khu vực thứ ba là khu vực nguyên thuộc sự thống trị của Tống ở phía bắc Tần Lĩnh-Hoài Hà, cư dân chủ yếu là người Hán, do mới chịu sự thống trị của ngoại tộc nên phần lớn không muốn chịu sự quản chế của Kim. Triều đình Kim từng lần lượt đặt ra chính quyền bù nhìn Trương Sở và Lưu Tề để thống trị khu vực thứ ba này, cuối cùng triều đình Kim tiến hành quản lý trực tiếp theo chế độ Hán.

## Hành chính

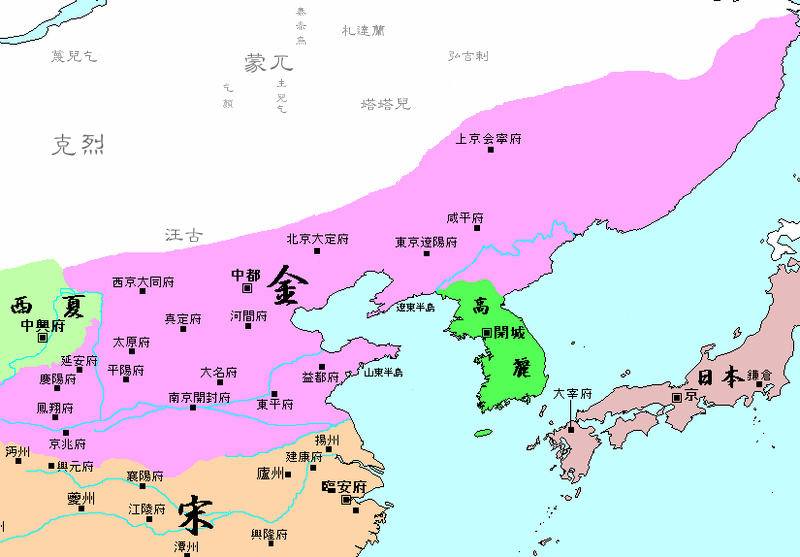
Phạm vi hành chính của triều Kim

Triều Kim lựa chọn phân chia hành chính ba cấp là lộ, châu, huyện, tổng cộng có 5 kinh 19 lộ:
- Thượng Kinh lộ, trị sở tại Hội Ninh phủ (nay thuộc A Thành, Hắc Long Giang)
- Đông Kinh lộ, trị sở tại Liêu Dương phủ (nay thuộc Liêu Dương, Liêu Ninh)
- Bắc Kinh lộ, trị sở tại Lâm Hoàng phủ (nay thuộc kỳ Ba Lâm Tả, Nội Mông)
- Tây Kinh lộ, trị sở tại Đại Đồng phủ (nay thuộc Đại Đồng, Sơn Tây)
- Trung Đô lộ, trị sở tại Đại Hưng phủ (nay thuộc Bắc Kinh)
- Nam Kinh lộ, trị sở tại Khai Phong phủ (nay thuộc Khai Phong, Hà Nam)
- Hà Bắc Đông lộ, trị sở tại Hà Gian phủ (nay thuộc Hà Gian, Hà Bắc)
- Hà Bắc Tây lộ, trị sở tại Chân Định phủ (nay thuộc Chính Định, Hà Bắc)
- Sơn Đông Đông lộ, trị sở tại Ích Đô phủ (nay thuộc Thanh Châu, Sơn Đông)
- Sơn Đông Tây lộ, trị sở tại Đông Bình phủ (nay thuộc Đông Bình, Sơn Đông)
- Đại Danh Phủ lộ, trị sở tại Đại Danh phủ (nay thuộc Đại Danh, Hà Bắc)
- Hà Đông Bắc lộ, trị sở tại Thái Nguyên phủ (nay thuộc Thái Nguyên, Sơn Tây)
- Hà Đông Nam lộ, trị sở tại Bình Dương phủ (nay thuộc Lâm Phần, Sơn Tây)
- Kinh Triệu Phủ lộ, trị sở tại Kinh Triệu phủ (nay thuộc Tây An, Thiểm Tây)
- Phượng Tường lộ, trị sở tại Phượng Tường phủ (nay thuộc Phượng Tường, Thiểm Tây)
- Phu Diên lộ, trị sở tại Diên An phủ (nay thuộc Diên An, Thiểm Tây)
- Khánh Nguyên lộ, trị sở tại Khánh Dương phủ (nay thuộc Khánh Dương, Cam Túc)
- Lâm Thao lộ, trị sở tại Lâm Thao phủ (nay thuộc Lâm Thao, Cam Túc)
- Hàm Bình lộ, trị sở tại Hàm Bình phủ (nay thuộc Khai Nguyên, Liêu Ninh)

Ở cấp lộ có đô tổng quản phủ, cùng với tam ty đô chuyển vận ty, án sát, diêm sứ; Ngũ Kinh phủ có chức lưu thủ. Châu thời Kim phân thành ba loại: tiết độ châu đặt chức tiết độ sứ, phòng ngự châu đặt chức phòng ngự sứ, thứ sử châu đặt chức thứ sử. Ở cấp huyện, huyện lệnh là người cai quản, phân thành bảy đẳng cấp. Ngoài ra, Kim còn có các chức quan bộ lạc, Mãnh an gồm 1.000 phu, Mưu khắc gồm 100 phu, hợp xưng là Mãnh an Mưu khắc; "củ tường ổn" (乣詳穩) là chức quan phụ trách việc bảo vệ biên giới, "di lý cận" (移里菫) là chức dành cho thủ lĩnh thôn trại bộ lạc.
Triều Kim thi hành Ngũ Kinh chế, tổng cộng có Trung Đô Đại Hưng phủ, Thượng Kinh Hội Ninh phủ, Nam Kinh Khai Phong phủ, Bắc Kinh Đại Định phủ, Đông Kinh Liêu Dương phủ, Tây Kinh Đại Đồng phủ; ba bồi đô sau nguyên là Trung Kinh Đại Định phủ, Đông Kinh Liêu Dương phủ, Tây Kinh Đại Đồng phủ của triều Liêu. Kinh đô của triều Kim nguyên nằm ở Thượng Kinh, tháng 4 năm 1151 thì Hoàng đế Hoàn Nhan Lượng ban bố chiếu thư mở rộng Yên Kinh làm Trung Đô, đến năm 1153 thì thiên đô tới Trung Đô, Trung Đô là thủ đô trong thời gian lâu nhất của Kim. Năm 1214, Kim Tuyên Tông trước áp lực của người Mông Cổ đã tuyên bố nam thiên Biện Kinh. Năm 1232, sau khi quân Mông Cổ bao vây Biện Kinh, Kim Ai Tông chạy đến Quy Đức (nay thuộc Thương Khâu, Hà Nam), rồi Thái châu (nay thuộc Nhữ Nam, Hà Nam).

## Thể chế chính trị

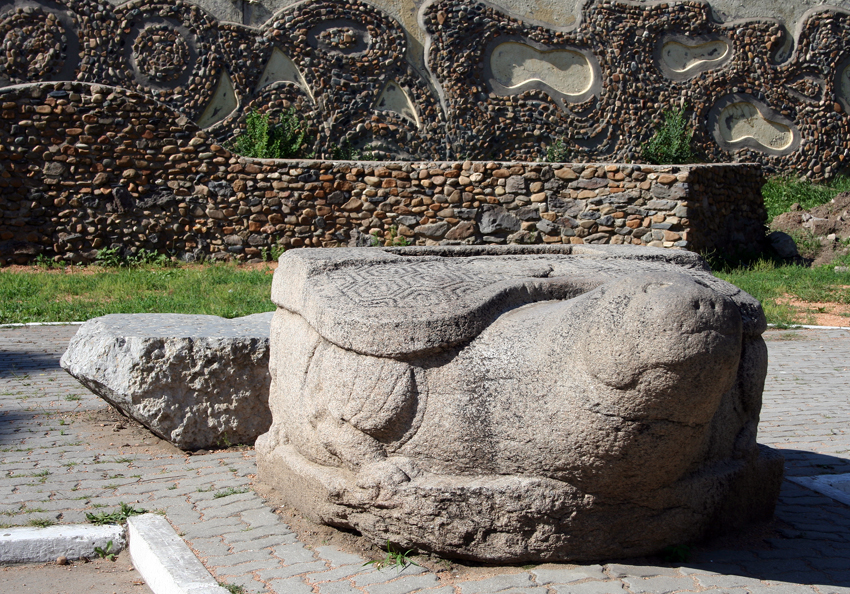
Bí hí triều Kim, nằm tại Ussuriysk, Primorsky thuộc Nga ngày nay.

Triều Kim vào sơ kỳ áp dụng đầy đủ quan chế Nam-Bắc diện từ thời Liêu, thi hành chế độ lưỡng nguyên: Nữ Chân cựu chế, Hán chế tại lãnh địa của người Hán. Sau khi thi hành "Thiên Quyến tân chế" từ thời Kim Hy Tông, Nữ Chân chế dần bị loại bỏ, dần dần chọn dùng chế độ triều Tống. Thể chế chính trị được nhất nguyên hóa là một nguyên nhân quan trọng khiến triều Kim lớn mạnh.
Lúc mới lập quốc, Kim Thái Tổ phế trừ chế độ "quốc tướng" từ thời liên minh bộ lạc, chọn dùng chế độ Bột cực liệt, tức là phân thành nhóm, trưởng quan đều gọi là "Bột cực liệt". Trong đó, "Đô Bột cực liệt" là hoàng đế, "Am ban Bột cực liệt" là hoàng trữ, tức người được chỉ định kế thừa hoàng vị; "Quốc luận Bột cực liệt" là quốc tướng; "A mãi Bột cực liệt" trợ thủ cho quốc tướng; "Hạo Bột cực liệt" là trợ thủ thứ hai; hình thành chế độ Bột cực liệt mà theo đó Hoàng đế cùng với một số ít đại thần cùng thảo luận quốc sự. Sau lại có thêm "Hốt lỗ Bột cực liệt", tức trợ thủ thứ ba, đến năm 1132 thì Kim Thái Tông phân "Hốt lỗ Bột cự liệt" thành tả bột cực liệt và hữu bột cực liệt, hình thành nhóm bàn quốc sự gồm Hoàng đế, Hoàng trữ, Quốc tướng ngũ nhân.
Cùng với việc ngày càng mở rộng về phía nam, triều đình Kim chuyển sang sử dụng "tam tỉnh chế". Từ năm 1123 đến năm 1138, Kim Thái Tông chiếm lĩnh Yên Vân thập lục châu và đánh diệt Bắc Tống, thi hành chế độ Hán quan, cùng với cựu chế của người Nữ Chân hình thành chế độ lưỡng nguyên. Về "Nam diện quan" vào đầu thời Kim, từng thiết lập Hán địa Xu mật viện tại Quảng Ninh thuộc Doanh châu (nay thuộc Xương Lê, Hà Bắc), cuối cùng dời đến Yên Kinh. "Bắc diện quan" chủ yếu là thi hành chế độ Bột cực liệt trong nội bộ triều đình. Sau khi Kim Hy Tông kế vị, ông phế trừ chế độ Bột cực liệt nhằm củng cố hoàng quyền, toàn diện sử dụng quan chế triều Tống, triều Liêu. Ông cho lập nên 'tam tỉnh chế' với trung tâm là 'thượng thư tỉnh', dùng tam sư (thái sư, thái phó, thái bảo) và tam công (thái úy, tư đồ, tư không) cùng quản lý công việc của tam tỉnh; địa phương phân thành lộ, phủ, châu, huyện. Năm 1138, đổi Yên Kinh Thượng thư tỉnh thành Hành đài Thượng thư tỉnh, trở thành cơ cấu nhánh của Thượng thư tỉnh Trung ương, kết thúc chế độ song nguyên, lịch sử gọi cuộc cải cách này là Thiên Quyến tân chế. Thời Hoàng đế Hoàn Nhan Lượng, triều đình Kim phế trừ Trung thư tỉnh, Môn hạ tỉnh, tổ chức hành chính được tinh giản và biên chế vào Thượng thư tỉnh.
Sau thời Kim Thế Tông, chế độ chính trị của triều Kim đại thể tương đồng với chế độ chính trị của triều Tống. Trong Thượng thư tỉnh, Thượng thư lệnh chỉ là chức vụ mang tính danh nghĩa, trên thực tế do Tả-hữu thừa tướng và Bình chương chính sự nắm quyền, Tả-hữu thừa và Tham tri chính sự là phó tướng, bên dưới họ có Tả-hữu lưỡng ty lang trung, phân quản Lục bộ. Về cơ cấu quân sự, Đô nguyên soái phủ đổi thành Xu mật viện. Ngoài ra, triều Kim còn đặt ra tam ty Diêm thiết bộ, Độ chi bộ, Hộ bộ để quản lý tài vật, Ngự sử đài duy trì trật tự công cộng, Gián viện, Thẩm quan viện, Quốc sử viện, Tuyên huy viện, Hoành văn viện, Tập hiền viện, Đại lý tự, Lục giám, Ty nông ty, Đại tông chính đều dựa theo chế độ của triều Tống.

## Ngoại giao

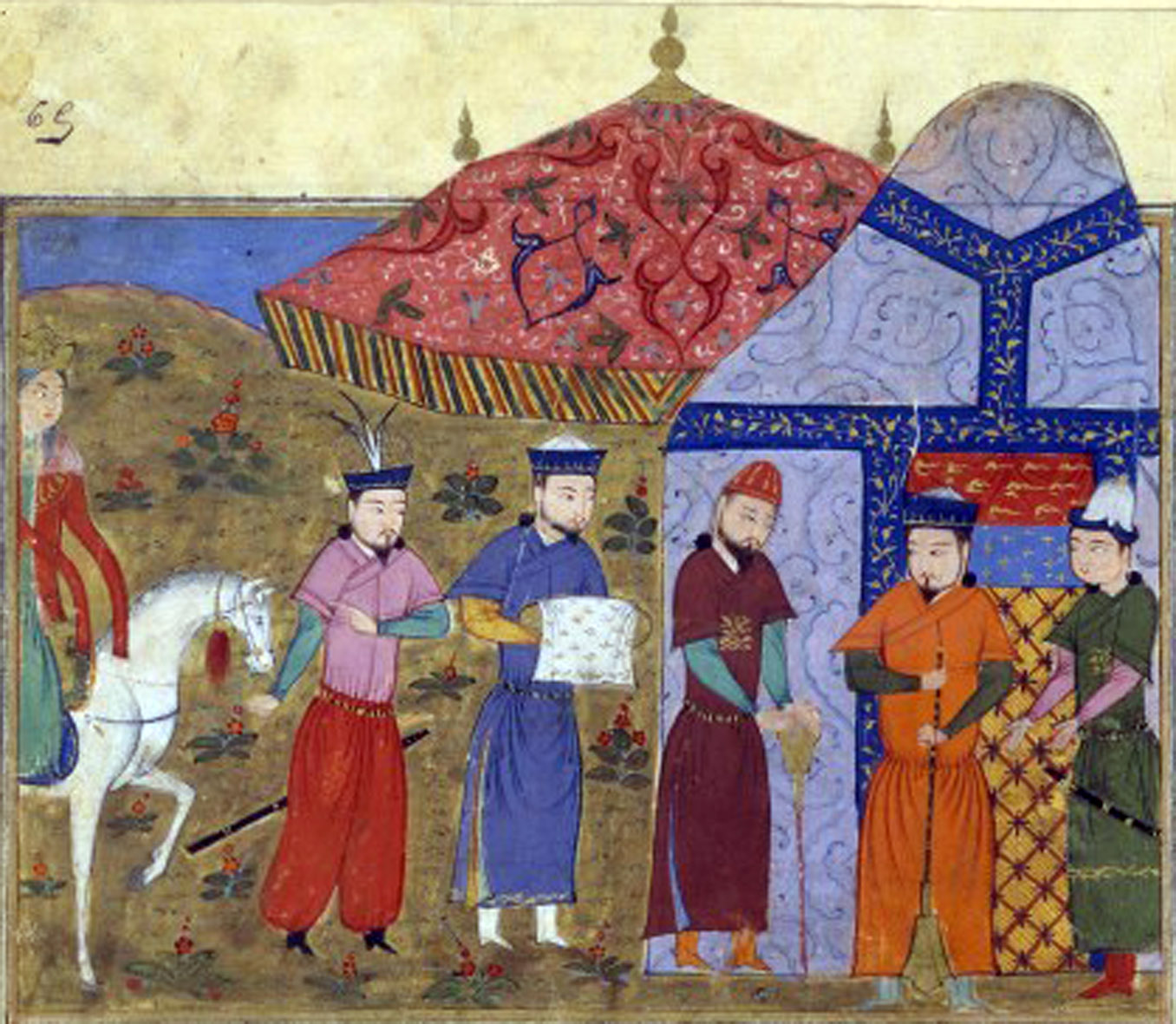
Để quân Mông Cổ ngừng bao vây Trung Đô, Kim Tuyên Tông phải trao em họ là Kỳ Quốc công chúa, con của Hoàng đế Hoàn Nhan Vĩnh Tế, cho Thành Cát Tư Hãn để hòa thân, quân Mông Cổ sau đó trở về khu vực Mạc Bắc.

Tộc Nữ Chân nguyên thần phục triều Liêu, song cuối cùng tiến hành nổi dậy, xâm nhập Liêu. Triều Liêu có ý muốn hòa đàm với Bắc Tống, song Bắc Tống lại định Hải thượng chi minh với Kim để cùng đánh Liêu, Liêu cuối cùng bị Kim diệt. Sau khi diệt Liêu, Kim lại tiến hành nam chinh tiêu diệt Bắc Tống, sau sự kiện Tĩnh Khang thì Kim và Tống kết thù cực sâu, hai bên nhiều lần phát sinh chiến tranh. Để cai quản vùng đất rộng lớn mới chiếm được của người Hán, triều Kim trước sau lập nên chính quyền bù nhìn Trương Sở và Lưu Tề, song cơ sở không ổn định và không có hiệu quả trong việc đánh diệt Nam Tống, cuối cùng quyết định phế trừ. Trải qua cuộc chiến tiêu diệt Bắc Tống, Ngột Truật nam chinh Trường Giang, trận Thải Thạch giữa Hoàng đế Hoàn Nhan Lượng với Nam Tống, Kim vẫn không thể tiêu diệt triệt để triều Tống. Trong khi đó, trải qua Nhạc Phi bắc phạt, Long Hưng bắc phạt, Khai Hy bắc phạt, Nam Tống cũng không thể đánh bại được triều Kim đang ngày càng ổn định Trung Nguyên. Do vậy, triều Kim chuyển sang dùng phương thức lấy chiến tranh để ép Tống hòa đàm, đạt được thêm nhiều lợi ích, hai bên trước sau ký kết Tuyên Hòa hòa nghị, Thiệu Hưng hòa nghị, Gia Định hòa nghị. Cục thế cân bằng này bị phá vỡ khi Đại Mông Cổ Quốc nổi lên, Nam Tống nhận thấy triều Kim suy thoái nên không còn nguyện xưng nước chú - nước cháu và cống nộp hàng năm nữa, hai bên lại một lần nữa trở nên thù địch.
Khu vực Mạc Bắc (bắc sa mạc Gobi) nguyên là vùng đất phụ thuộc của triều Kim, ở khu vực này chủ yếu là các bộ lạc Nãi Man, Khắc Liệt, Miệt Nhi Khất, Thái Xích Ô, Tháp Tháp Nhi, Mông Cổ, Trát Đạt Lan, cùng các bộ lạc khác. Nhằm ổn định khu vực Mạc Bắc, triều Kim chọn cách liên hiệp các bộ lạc để áp chế bộ lạc nào có ý muốn nổi lên, đồng thời cũng nhiều lần phái binh đến Mạc Bắc để tiến hành "giảm đinh", cướp đoạt, khiến một bộ phận bộ lạc ở Mạc Bắc có cái nhìn thù địch với triều Kim. Với việc triều Kim suy lạc, Thành Cát Tư Hãn thuộc Mông Cổ bộ thống nhất Mạc Bắc vào năm 1204, hai năm sau kiến quốc. Thành Cát Tư Hãn không tiếp tục thần phục triều Kim, sau khi hàng phục đồng minh của triều Kim là Tây Hạ thì bắt đầu xâm nhập Kim, trở thành một tai họa lớn của Kim.
Tây Hạ vốn là nước hữu hảo với Liêu, sau khi Kim diệt Liêu vì Kim Thái Tông đồng ý cắt đất tặng nên Tây Hạ chuyển hướng ủng hộ Kim. Sau khi triều Kim ổn định Trung Nguyên, cắt đứt quan hệ giữa Tây Hạ và Nam Tống, mậu dịch giữa Tây Hạ và Trung Nguyên hoàn toàn nằm trong tay Kim, quan hệ hai bên ở trạng thái chỉ hòa thuận ở bên ngoài, còn bên trọng thì chia cách. Người Mông Cổ sau khi nổi lên đã nhiều lần tiến đánh Tây Hạ, song Hoàng đế Hoàn Nhan Vĩnh Tế lại lấy việc các nước lân cận bị đánh làm điều vui thích, không ứng cứu Tây Hạ, khiến Tây Hạ thần phục Mông Cổ và chuyển sang đánh Kim. Phải đến sau khi Tây Hạ Hiến Tông kế vị vào năm 1223, Tây Hạ mới chuyển sang liên Kim kháng Mông, song hai nước sau đó không còn chống đỡ nổi quân Mông Cổ.
Người Mông Cổ sau khi buộc Kim phải thiên đô về phía nam, có ý muốn liên kết với Nam Tống để tiêu diệt Kim, đồng thời có ý muốn mượn đường Nam Tống để vào sau lưng Kim. Để bù đắp cho việc để mất Hà Bắc, Kim Tuyên Tông nhiều lần phát động chiến tranh với Nam Tống, Tây Hạ, mặc dù cuối cùng hòa giải với nhau song nguyên khí của ba nước bị hao tổn đi nhiều. Cuối cùng, Tây Hạ bị Mông Cổ tiêu diệt vào năm 1227, triều Kim không thể thoát khỏi số mệnh mất nước. Năm 1230, Oa Khoát Đài Hãn phát động ba lộ phát Kim, phái Đà Lôi mượn đường Tống vòng đánh kinh đô Khai Phong của Kim. Sau khi Kim Ai Tông chạy đến Thái châu, Mông Cổ yêu cầu Nam Tống suất quân giáp công, triều đình Nam Tống quyết định phái binh vận lương trợ chiến, Kim diệt vong.
Trước khi triều Kim được lập, một bộ phận tộc Nữ Chân triều cống cho Cao Ly, được gọi là Đông Bắc Nữ Chân. Sau khi Kim Thái Tổ thống nhất các bộ Nữ Chân đã cho quân đội xâm nhập Cao Ly. Sau khi diệt Liêu và Bắc Tống, Kim phá hoại quan hệ giữa Cao Ly và Bắc Tống, cô lập Cao Ly.
Năm 1168, Kim Thế Tông sai sứ giả vượt qua lãnh thổ Nam Tống đến Đại Việt và đó cũng là lần duy nhất nhà Kim có quan hệ ngoại giao với Đại Việt. Cùng với sứ nhà Kim, sứ Nam Tống cũng đến Đại Việt lúc đó. Vua Lý Anh Tông sai các quan đón tiếp sứ giả cả triều nước chu đáo nhưng không cho đoàn sứ giả hai nước gặp nhau

## Quân sự

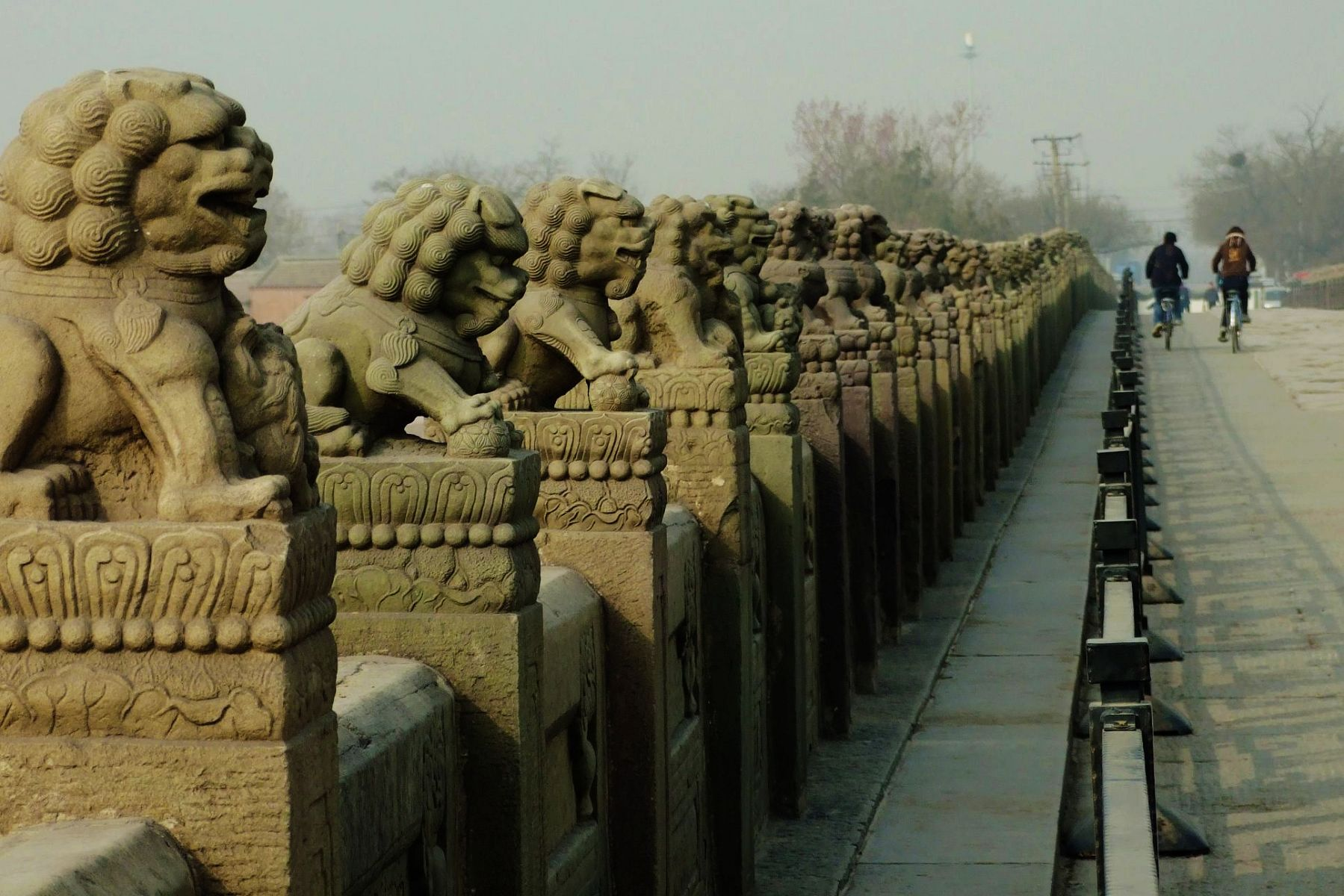
Lư Câu Kiều, được xây dựng lần đầu vào năm 1189 thời Kim.

Quân đội Kim đại thể có thể phân thành quân bản tộc, quân tộc khác, 'châu quận binh' và 'thuộc quốc quân'; trong đó hai loại đầu là chủ lực, còn hai loại sau là cánh phụ. Đầu tiên, chủ nô lệ, chủ phong kiến đều phải tòng quân. Sau khi chiếm được đất đai của người Hán, chủ yếu thi hành 'trưng binh chế', trưng dụng người Hán và các dân tộc thiểu số khác làm binh, gọi là "Thiêm quân", đến hậu kỳ thì thi hành "mộ binh chế".
Sau khi triều Kim thống trị Trung Nguyên, cũng phỏng theo Hán chế mà tiến hành phát bổng lộc, giúp đỡ cho quân đội. Đối với quân quan già giải ngũ, từng đặt lệ "cấp thưởng". Đối với quân Tống đầu hàng, triều Kim thường giữ lại hệ thống tổ chức ban đầu, vẫn dùng hàng tướng người Hán thống lĩnh. Quân Kim lấy kị binh làm chủ, bộ binh là thứ. Kị Binh Kim có nhiều ngựa, mặc trọng giáp. Sau khi binh các bộ tộc tăng lên nhiều, số lượng bộ binh cũng tăng mạnh. Quy mô thủy quân Kim cũng tương đối lớn, song sức chiến đấu lại khá yếu. Ngoài binh khí lạnh, quân Kim còn sử dụng hỏa khí như hỏa pháo, thiết hỏa pháo, phi hỏa thương trong lúc tác chiến. Khi Mông Cổ tràn xuống phía nam, quân Kim đã dùng hỏa khí để kháng cự. Năm 1232, tướng Kim Xích Trản Hợp Hỉ trú thủ Biện Kinh, "có hỏa pháo tên là Chấn thiên lôi, thuốc nổ được nhét vào trong quả sắt để dùng làm hỏa điểm, pháo nổ lửa cháy, nghe như tiếng sấm, ngoài 300 dặm vẫn còn nghe được, mọi thứ trong vòng nửa mẫu bị đốt cháy".
Kim ban đầu đặt "Đô thống" để làm cơ quan quân sự, sau đổi thành "Nguyên soái phủ", "Xu mật viện", hiệp trợ hoàng đế quản lý toàn quân. Thời chiến, hoàng đế chỉ định thân vương lãnh binh xuất chinh, gọi là Đô nguyên soái, Tả-hữu phó nguyên soái, là các chức vụ lâm thời. Cơ cấu quân sự biên phòng có Chiêu thảo ty, Thống quân ty... Quân đội triều Kim sử dụng chế độ Mãnh an Mưu khắc (Meng'an-Mouke), một chế độ kết hợp xã hội và quân sự. Từ trước khi lập quốc, nam giới thành niên tộc Nữ Chân đều là chiến sĩ, thời bình tham gia vào hoạt động sản xuất, thời chiến thì tham gia chiến đấu, binh khí và lương thực của bản thân phải tự túc. Khoảng một nghìn hộ được phân thành một 'mãnh an', khoảng một trăm hộ được phân thành một 'mưu khắc', một 'mãnh an' tương đương với một nghìn phu, một 'mưu khắc' tương đương với một trăm phu. 'Vạn hộ phủ' quản lý các 'mãnh an', 'mãnh an' quản lý 'mưu khắc', bên dưới 'mưu khắc' còn có các tổ chức Ngũ Thập (五十), Thập (十), Ngũ (伍). Bố trí binh sĩ phần nhiều là một chính, một phó, thời chiến thì phó quân có thể thay thế vị trí của chính quân nếu trống. Binh sĩ Kim theo chế độ thế tập, có thể để con em thay thế, song không thể cho nô bộc gánh vác thay.

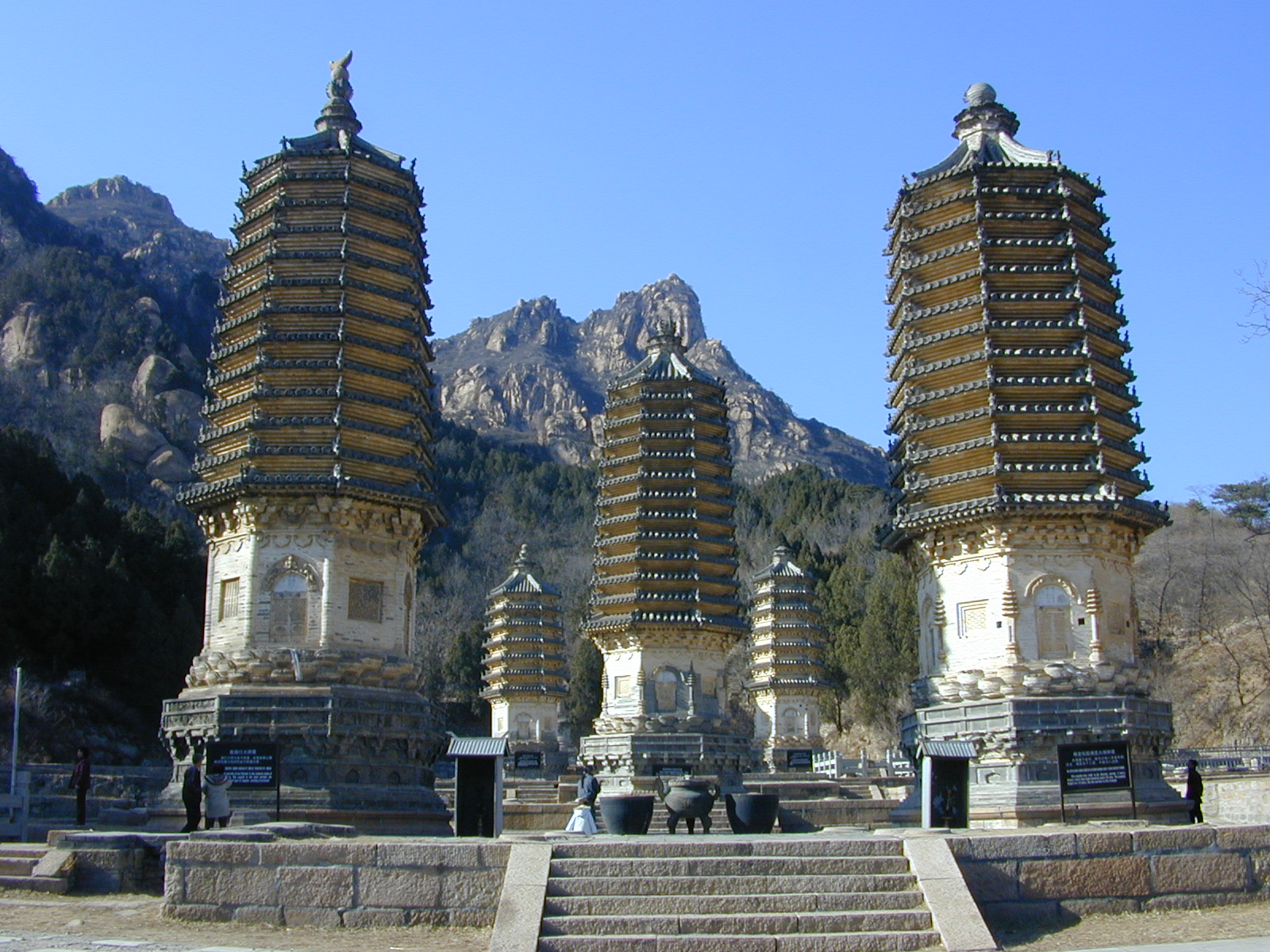
Trong số 7 tháp tại Ngân Sơn tháp lâm thuộc Bắc Kinh ngày nay, có 5 tháp được dựng từ thời Kim.

Khi Hoàn Nhan A Cốt Đả khởi binh phản Liêu, lấy 300 khẩu là một 'mưu khắc', 10 'mưu khắc' là một 'mãnh an'. Với binh lực ít ỏi ban đầu, quân Kim 12 năm sau đã tiêu diệt hoàn toàn Liêu và Bắc Tống. Về sau, "Mãnh an-mưu khắc" vừa là chế độ quân sự, vừa là chế độ hành chính. Triều Kim không ngừng dời về phía nam, chế độ "Mãnh an-mưu khắc" dần thích ứng với chế độ nô lệ và bị suy yếu. Hiện tượng người Nữ Chân ngày càng nhược hóa là khá phổ biến. Thời Kim Thế Tông, A Lỗ Hãn nhậm chức Thiểm Tây lộ Thống quân sứ, "quân tịch Thiểm Tây còn thiếu, theo lệ cũ dùng con em bổ sung, nhưng tư chất phần nhiều không dùng được, A Lỗ Hãn phải tuyển bù trong đám quân dưới trướng A Lý Hỉ" Năm 1168, triều đình Kim tuyển thị vệ, thân quân trong các "Mãnh an-mưu khắc", song "phần lớn không có tài cung tên". Cuối cùng, sau khi kị binh Mông Cổ nổi lên, quân Kim thảm bại trong các chiến dịch quy mô lớn, phải dời đến Biện Kinh, tuy nhiên "Trung hiếu quân" do Kim Ai Tông thành lập vẫn có sự uy hiếp nhất định đối với người Mông Cổ.

### Kỵ binh Thiết Phù Đồ
Quân Kim có những kị binh được trang bị khôi giáp nặng nề bậc nhất trong lịch sử Trung Hoa. Được biết dưới cái tên "Thiết Phù Đồ" (铁浮屠), đây là một công cụ đắc lực của Kim quốc, tham gia hàng chục trận chiến quan trọng, góp phần tạo dựng nên những võ công vang dội của người Nữ Chân khắp vùng phía Bắc Trung Quốc trong thế kỉ 12. Theo "Kim lỗ đồ kinh" (金虏图经 - ghi chép của một tù binh Kim) có ghi: "Ngột Truật đích thân đem ba ngàn nha binh đến tiếp ứng, tất cả nha binh toàn thân bọc giáp, giặc gọi là Thiết Phủ Đồ, cũng gọi là Xoa Thiên Hộ, cái tên Xoa Thiên Hộ này là để chỉ thân quân thị vệ". Thiết Phủ Đồ là một đơn vị dành riêng cho con trai của các gia đình quý tộc Nữ Chân. Các Thiết Phủ Đồ được bọc giáp toàn thân, chỉ để lộ hai mắt và bàn tay, gần giống với các kị binh Ba Tư thế kỉ 4-7.
"Thiết Phủ Đồ" được sử dụng như một mũi dùi tiên phong lao thẳng vào đội hình quân địch. Triệu Ngạn Vệ, một người Tống đã ghi chép lại về chiến thuật của họ: "Những kị sĩ xếp thành hình tam giác hướng về phía trước, họ lao về phía kẻ thù nhanh hết mức có thể rồi sau đó tỏa ra, chạy quanh bao vây quân địch, chờ cơ hội để tấn công thêm lần nữa, nếu tình hình yêu cầu, họ có thể xuống ngựa chiến đấu như những người lính bộ binh". Trong một số ghi chép khác, quân Kim cũng sử dụng Quải Tử Mã (拐子马), ba kị sĩ sẽ được liên kết với nhau bằng một sợi dây da, nhằm đẩy ngã và giẫm chết bất kì bộ binh xấu số nào bị kẹt ở giữa. Có ý kiến cho rằng "Quải tử mã" là một đơn vị riêng, tách biệt với "Thiết Phủ Đồ", những cũng có ý kiến lại cho rằng "Quải tử mã" thật ra là lực lượng 10.000 kỵ binh chạy ở hai cánh trợ chiến cho những đợt tấn công của "Thiết Phủ Đồ". "Thiết Phủ đồ" còn có thể xuống ngựa chiến đấu như một đơn vị bộ binh nặng. Trong trận chiến tại Tiên Nhân Quan, họ đã xuống ngựa và tiến lên theo đội hình của bộ binh.
Phong cách chiến đấu của đơn vị này có thể đã chịu ảnh hưởng từ những kị binh "Thiết Dao Tử" (鐵 鷂子) của Tây Hạ. Về "Thiết Dao Tử", trong Tống sử có miêu tả về đơn vị này như sau: "Những kị sĩ có thể di chuyển hàng trăm đến hàng nghìn dặm một ngày trên mình ngựa, họ là những kị sĩ xuất sắc, tấn công mạnh mẽ như sấm sét, di chuyển linh hoạt như mây bay. Khi gặp quân địch, họ tấn công phủ đầu bằng những đợt xung phong mạnh mẽ và bất ngờ". Những kị binh này là một đội quân tinh nhuệ của hoàng gia Tây Hạ, họ tham gia rất nhiều chiến dịch. Chỉ được bọc giáp ở mức độ trung bình, ưu thế của họ đến từ độ dẻo dai và nhanh nhẹn, những cây thương cũng có thể gắn chặt lên mình ngựa để phòng trường hợp người kị sĩ thương vong, con ngựa vẫn có thể đâm chết kẻ địch bằng cách lao lên.
Để chống lại những đội kị binh thiện chiến quân Kim, quân nhà Tống cũng đã phát triển những chiến thuật của riêng mình với những khối bộ binh vững chắc được trang bị nỏ, ống phóng hỏa khí (tiền thân của súng cầm tay) và các loại kích.

## Nhân khẩu
Sau Nghị hòa Thiệu Hưng năm 1141, tình trạng nhân khẩu giảm thiểu ở phương bắc từ sau sự biến Tĩnh Khang bắt đầu được khắc phục ở mức độ nhất định, đến năm 1207 thời Kim Chương Tông thì đạt 53.532.151 người, cũng là mức tối đa của Đại Kim. Đương thời, tổng nhân khẩu của Kim, Nam Tống, Tây Hạ ước tính là khoảng 136 triệu người. Trong lần thống kê nhân khẩu chuẩn xác thứ tư của triều Kim, mỗi hộ bình quân có trên 6 khẩu, quy mô hộ dưới triều Kim đông đảo, có quan hệ nhất định với việc các quý tộc và mãnh an-mưu khắc sử dụng một lượng lớn nô bộc.
Kim Thái Tổ và Kim Thái Tông khi thống trị Trung Nguyên đã đưa hơn 1 triệu người Nữ Chân đến vùng đất hạ du Hoàng Hà vỗn đã có nhân khẩu đông đúc, dùng biện pháp hy sinh lợi ích của người Hán phục vụ cho người Nữ Chân, mục đích là để đáp ứng cho sinh hoạt và quân sự của họ. Cùng lúc với việc đưa những di dân mới người Nữ Chân đến chiếm lĩnh đất đai Trung Nguyên, người Khiết Đan và người Hán bị đưa đến nội địa của triều Kim (tức vùng Mãn Châu ngày nay). Trong cuộc chiến tranh chống Liêu, quân Kim từng bắt được một lượng lớn người Khiết Đan và người Hán làm nô lệ. Sau đó, Kim Thái Tổ từng hạ chiếu cấm chỉ giam giữ bách tính chịu đầu hàng, cấm chỉ nhà quyền thế mua dân nghèo làm nô lệ, lại quy định những người từng bán thân làm nô lệ có thể dùng công lao động để chuộc thân, song trên thực tế khả năng nô lệ có thể tự chuộc thân là rất thấp. Cư dân người Hán bị buộc phải thiên di không thể không trở thành nô lệ với số lượng lớn. Triều đình Kim đối với nhân dân khu vực chịu đầu hàng tuân phục thì áp dụng biện pháp cưỡng bách thiên di đến nội địa. Như cư dân các châu huyện Sơn Tây bị buộc phải thiên di với số lượng lớn đến Hồn Hà lộ thuộc Thượng Kinh của Kim. Cư dân địa khu Thượng Kinh lại được dời đến Ninh Giang châu. Nhân dân Bình châu nổi dậy phản kháng, sau khi bị trấn áp thì phải cùng với cư dân Nhuận châu, Tháp châu, Lai châu, Thiên châu dời đến đông đô Thẩm Dương. Những cư dân này không thể vượt qua khó khăn để tồn tại, buộc phải bán thân làm nô lệ, khiến người Hán hận thù sâu sắc.
Nam giới Nữ Chân để kiểu tóc "lưu lô hậu phát" (cạo tóc phần trán), buộc tóc thành một đuôi sam, bị người phương nam gọi là "sách lỗ" (giặc buộc tóc). Trong "Bắc phong dương sa lục" và du ký của Nam Tống, cũng có nói về việc người Kim để đuôi sam, vào năm Thiên Hội thứ 7 (1129) thời Kim Thái Tông còn cưỡng chế mặc Hồ phục để đuôi sam.
| Niên đại | Số hộ                                  | Số khẩu                                            | Ghi chú                                                                |
| --- | -------------------------------------- | -------------------------------------------------- | ---------------------------------------------------------------------- |
| Năm Hoằng Thống thứ 2 (1142) thời Kim Hy Tông                                                                                    | khoảng hơn 5 triệu hộ                  | 32.700.000 người                                   |                                                                        |
| Năm Đại Định thứ 27 (1187) thời Kim Thế Tông                                                                                     | 6.789.449 hộ 5.599.700 hộ 6.060.723 hộ | 44.705.086 người 39.663.400 người 36.989.014 người |                                                                        |
| Năm Minh Xương thứ 1 (1190) thời Kim Chương Tông                                                                                 | 6.939.000 hộ                           | 45.447.900 người                                   |                                                                        |
| Năm Minh Xương thứ 6 (1195) thời Kim Chương Tông                                                                                 | 7.223.400 hộ                           | 48.490.400 người                                   |                                                                        |
| Năm Thái Hòa thứ 7 (1207) thời Kim Chương Tông                                                                                   | 7.684.438 hộ 8.413.164 hộ              | 45.816.079 người 53.532.151 người                  | Kim sử viết rằng đây là thời kỳ nhân khẩu tối thịnh.                   |
| Năm Đại An thứ 2 (1210) thời Kim Vên Thiệu Vương                                                                                 |                                        | 53.720.000 người                                   |                                                                        |
| Năm thứ tám thời Tốc Bất Đài (1236)                                                                                              | 2.000.000 hộ                           | ước tính 10.500.000 người                          | Lúc này Mông Cổ chiếm được khu vực Hoa Bắc nguyên thuộc Kim và Tây Hạ. |
| Chú: Số liệu lấy theo "Kim sử-Thực hóa chí", "Trung Quốc nhân khẩu phát triển sử". Cát Kiếm Hùng. Phúc Kiến Nhân dân xuất bản xã |                                        |                                                    |                                                                        |

## Kinh tế
Có sự khác biệt lớn trong phát triển kinh tế giữa khu vực của triều Kim. Khi mới kiến lập triều Kim, tộc Nữ Chân vẫn còn ở chế độ hỗn hợp đánh cá săn bắn và trồng trọt, sau đó họ khống chế được vùng đất của người Hán, những nơi đã phát triển kinh tế nông nghiệp ở trình độ rất cao. Hơn một nửa thế kỷ từ thời Kim Hy Tông đến thời Kim Chương Tông, kinh tế xã hội phương bắc Trung Hoa có được sự khôi phục và phát triển ở trình độ nhất định. Kinh tế xã hội của khu vực Đông Bắc triều Kim có sự phát triển khá lớn so với thời Liêu, chẳng hạn nghề rèn sắt có tiến bộ rõ rệt. Trong thời Kim Thế Tông và Kim Chương Tông, các hộ mãnh an-mưu khắc vốn sử dụng nô lệ sản xuất dần chuyển hóa thành địa chủ. Việc chuyển hóa này chủ yếu có nhận ruộng, đánh thuế, phân biệt bình dân và nô lệ, quý tộc Nữ Chân dựa vào đó mà mở rộng phạm vi đất đai chiếm hữu.

### Nông nghiệp và súc mục nghiệp

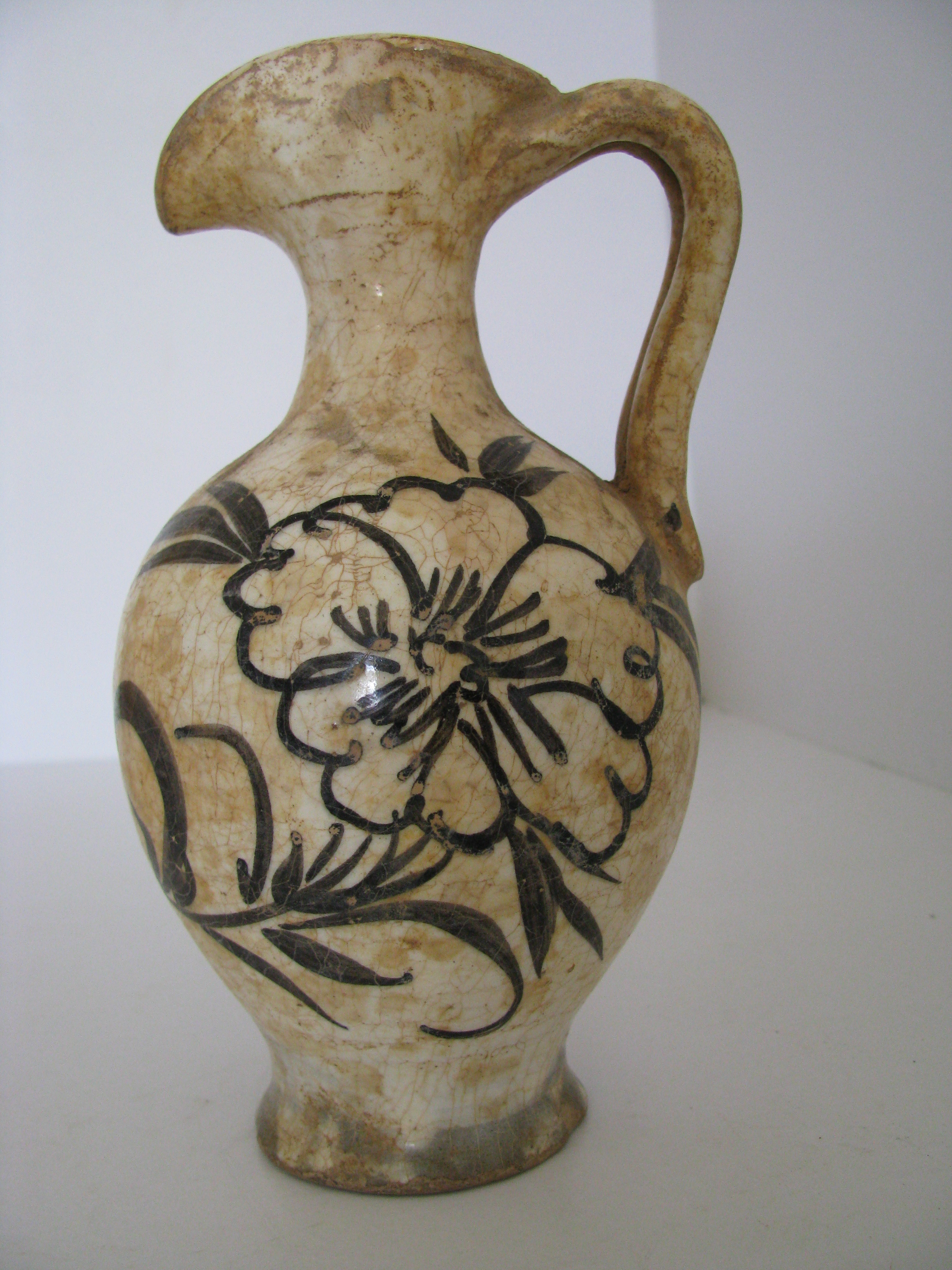
Chấp hồ men trắng thời Kim.

Triều Kim lấy việc phát triển nông nghiệp làm cơ sở để khoách trương quân sự, nhằm biến vùng đất Đông Bắc của tổ tiên thành kho lương thực, các công cụ sản xuất và kỹ thuật trồng trọt ở Trung Nguyên dần được truyền bá đến Đông Bắc. Do các công cụ làm bằng sắt được sử dụng rộng rãi nên sản xuất nông nghiệp tiến triển, số giống cây trồng cũng ngày càng tăng thêm. Vào thời Kim sơ, không trồng cốc mạch mà chỉ trồng kê xuân. Về sau, số giống cây trồng ngày càng tăng, có lúa mì, kê, kê Âu, cỏ gạo, đay, đậu tương; các loại rau có hành, tỏi, hẹ, hướng dương, cải và dưa. Triều đình Kim cũng khuyến khích khẩn hoang, như quy định khai khẩn đất hoang hoặc đất bãi ven Hoàng Hà có thể được giảm miễn tô thuế, do vậy diện tích đất ruộng khai hoang tăng lên.
Chế độ đất đai của triều Kim cấp rất nhiều ưu đãi cho người Nữ Chân, còn người Hán, người Khiết Đan và người Bột Hải không được hưởng. Chế độ đất đai của người Nữ Chân được gọi là chế độ "ngưu cụ thuế địa", kế thừa tập tục của chế độ thị tộc. Số đất đai chiếm ít hay nhiều phụ thuộc và số bò cày, nhân khẩu; quý tộc Nữ Chân sở hữu nhiều nhân khẩu và bò cày tự nhiên có thể chiếm được một vùng đất rộng lớn. Đến những năm Đại Định (1161-1189) thời Kim Thế Tông, tình hình tỷ lệ giữa bò, người và đất không phù hợp trở nên rất phổ biến.
Thời kỳ Kim Hy Tông, triều Kim bắt đầu thực hành chế độ "kế khẩu thụ điền". Lúc mới đầu sau khi thống trị khu vực Hoa Bắc rộng lớn, triều Kim có kế hoạch đưa một lượng lớn mãnh an mưu khắc phân tán ra các nơi để trấn áp người Hán, được gọi là đồn điền quân. Triều Kim đối với các đồn điền quân hộ này đều chiếu theo hộ khẩu mà cấp cho ruộng công, gọi là "kế khẩu thụ điền". Khi ruộng công không đủ để phân phối thì tiến hành cướp ruộng dân. Sau khi được phân đất, đại đa số đồn điền quân hộ nhượng tô cho người Hán canh tác, hoặc cưỡng bách người Hán trồng cấy mà không trả công. Do tình trạng bóc lột nghiêm trọng, không ai muốn trồng cấy, đất đai dần hoang phế. Đến thời Kim Thế Tông, triều đình lại phái quan lại đến các nơi để "câu xoát lương điền", chiếm đất đai làm ruộng công.
Người Nữ Chân vốn là cư dân ở vùng Đông Bắc Trung Quốc ngày nay, súc mục nghiệp, hay nghề chăn nuôi gia súc, của người Nữ Chân rất phát triển. Thời kỳ Kim Đế Hoàn Nhan Lượng, người Kim vốn có tới 9 quần mục sở. Đến khi Nam chinh, người Kim trưng dụng được hơn 56 vạn chiến mã, song vì chiến sự nên tổn thất hơn một nửa. Đến những năm đầu Kim Thế Tông, người Kim chỉ còn 4 quần mục sở. Kim Thế Tông bắt đầu phục hồi súc mục nghiệp, đương thời tại các nơi Phủ châu, Lâm Hoàng phủ, Thái châu thiết lập 7 quần mục sở. Từ năm 1168, triều đình hạ lệnh bảo hộ ngựa, bò, cấm chỉ giết thịt, cấm chỉ thương nhân và thuyền xe sử dụng ngựa. Triều đình cũng quy định đối với quần mục quan hay quần mục nhân, dựa theo tình hình sinh trưởng tổn hai của vật nuôi mà thưởng phạt. Triều đình thường phái xuất quan viên đến kiểm tra chính xác số vật nuôi, khi phát hiện thiếu thì xử phạt quan lại, còn người chăn thả phải bồi thường. Đối với các hộ dân tự chăn nuôi, phải đăng ký số ngạch, dựa theo tình trạng giàu nghèo mà tạo bạ tịch, khi có chiến sự thì dựa theo bạ tịch để trưng dụng hoặc miễn trưng dụng song thường xuất hiện hiện tượng không công bằng giữa hộ giàu và nghèo. Đối với dê và ngựa do các bộ tộc nuôi dưỡng, triều đình Kim quy định chế độ, cấm chỉ quan phủ tùy ý cưỡng đoạt.

### Thủ công nghiệp

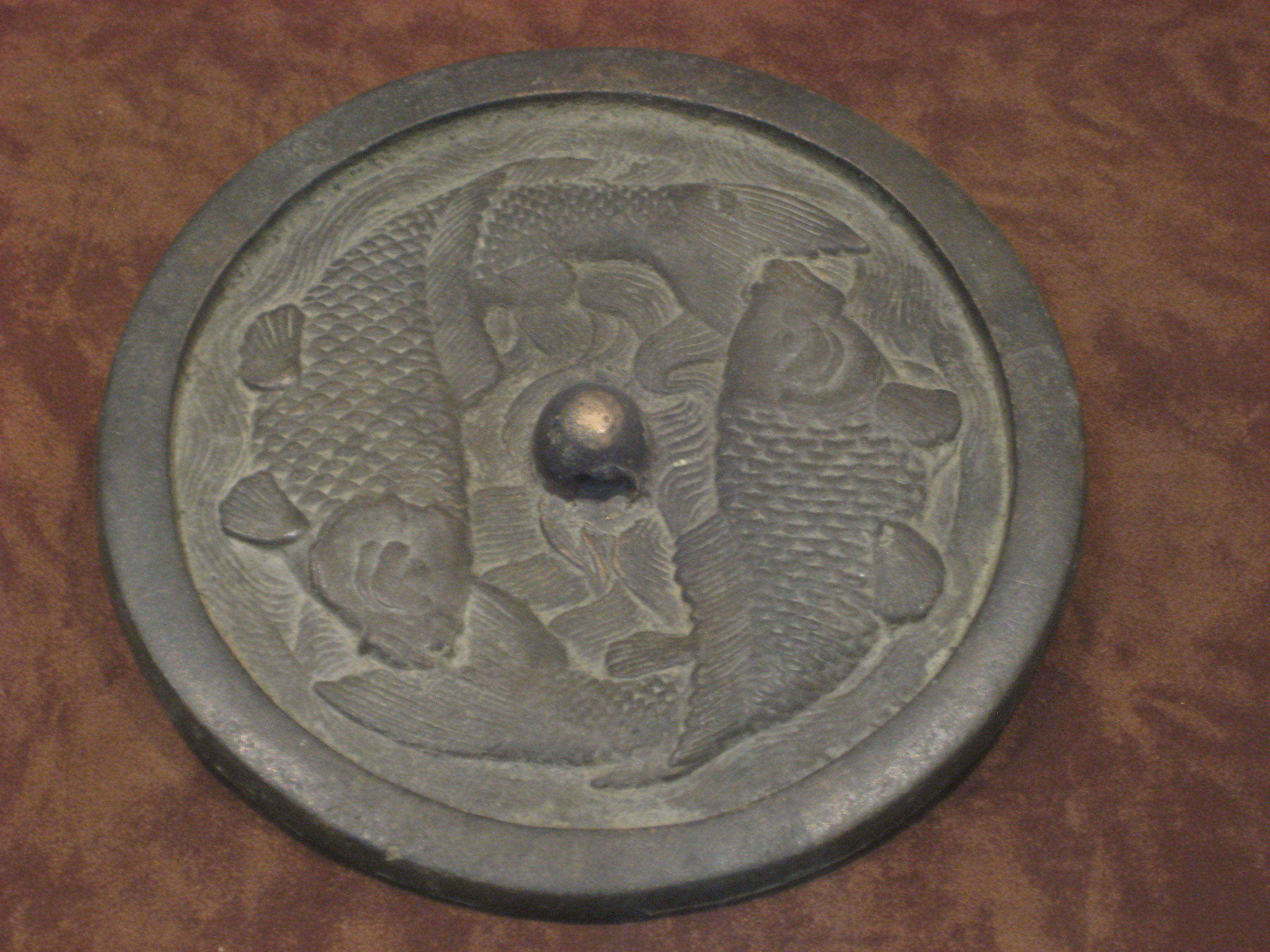
Gương đồng song ngư thời Kim

Sản xuất thủ công nghiệp dưới triều Kim như gốm sứ, khai mỏ và luyện kim, đúc, làm giấy, in ấn, trải qua chiến loạn và phục hồi, đều có sự phát triển. Người Nữ Chân trước khi kiến quốc thì thịnh hành nghề rèn sắt. Sau khi kiến lập triều Kim, nghề luyện sắt tại phương bắc tiếp tục phát triển, các nơi sản xuất đồ sắt có tiếng là Vân Nội châu, Chân Định phủ, Lỗ Sơn ở Nhữ châu, Bảo Phong, Nam Dương thuộc Đặng châu, tại Vân Nội châu sản xuất quy mô lớn một loại đồ sắt gọi là "thanh tấn thiết" (thép già xanh). Ngoài ra, tại khu vực Đông Bắc, người ta bắt đầu khai thác than đá. Các công cụ làm từ đồ sắt được sử dụng rộng rãi. Trên phạm vi rộng lớn thuộc Đông Bắc, đều phát hiện được các đồ làm bằng sắt có niên đại từ thời Kim, trong đó có một lượng lớn nông cụ làm bằng sắt, với nhiều chủng loại, kết cấu phức tạp, hình dạng tương tự hoặc tương hợp như ở khu vực Trung Nguyên, thể hiện rõ ràng rằng phương thức sản xuất nông nghiệp Đông Bắc đã có cải biến to lớn. Từ năm 1961 đến 1962, tại Ngũ Đạo Lĩnh thuộc huyện A Thành của tỉnh Hắc Long Giang, đã phát hiện được hơn 10 hố khai khoáng sắt vào trung kỳ chiều Kim, hơn 50 di chỉ luyện sắt. Hố khai thác sắt sâu nhất là hơn 40 mét, với các khu tác nghiệp như khai thác khoáng hay tuyển khoáng. Căn cứ trên quy mô khai thác, ước tính trong các hố khoáng sản này có thể khai thác ra được 4 trăm nghìn-5 trăm nghìn tấn quặng sắt.

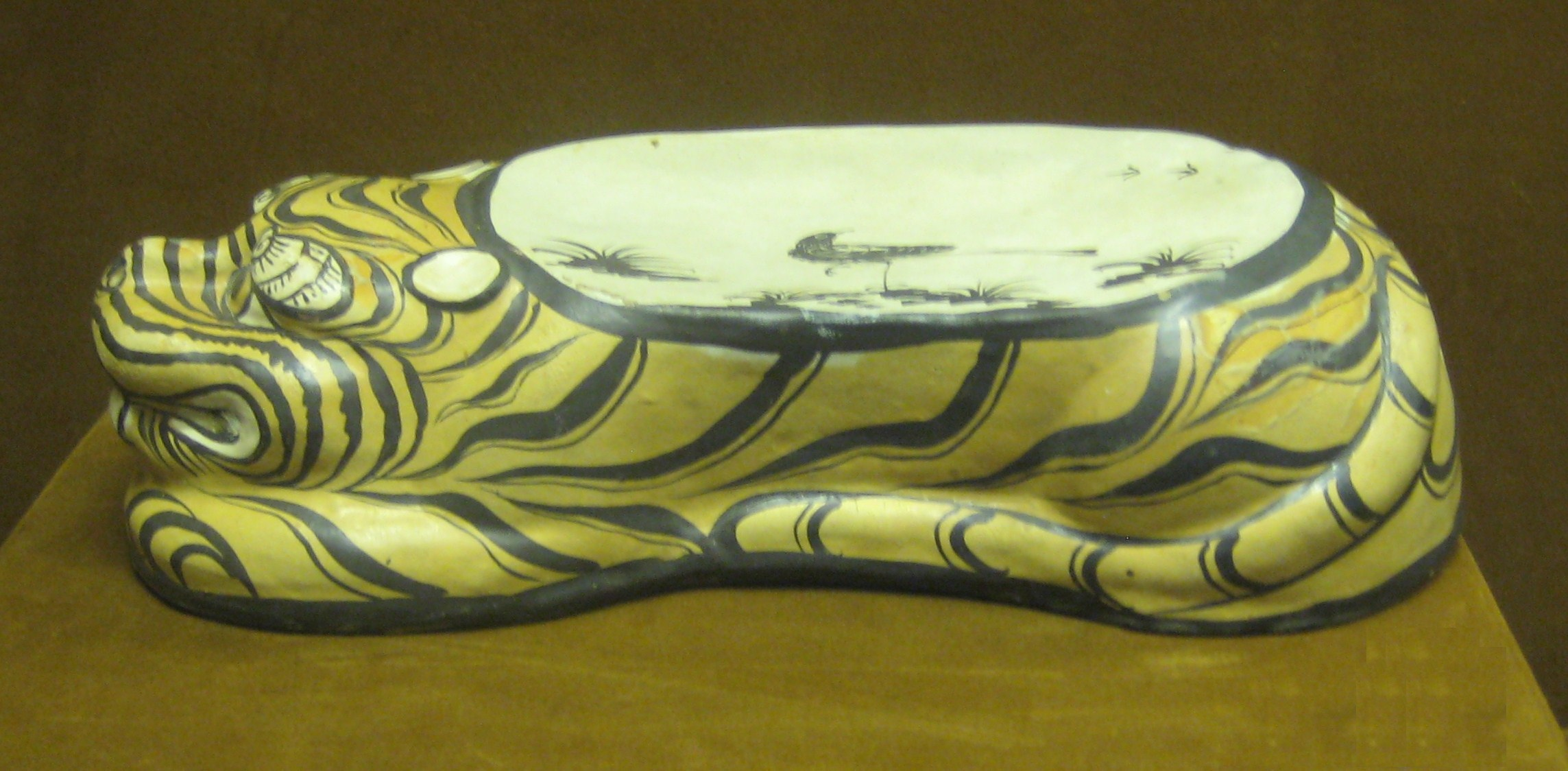
Gối hình hổ, thuộc gốm sứ Từ châu.

Nghề gốm sứ do có cơ sở từ thời Liêu và Bắc Tống nên cũng khá phát triển. Thời Kim Hy Tông, các khu vực gốm sứ vốn nổi tiếng ở phương bắc như Diệu Châu diêu ở Thiểm Tây, Quân diêu ở Hà Nam, Định châu diêu và Từ châu ở Hà Bắc không ngừng khôi phục sản xuất, Lâm Nhữ và các nơi sản xuất gốm sứ khác nổi lên, công nghệ mỗi nơi đều có điểm đặc sắc. Nghề đúc tiền, vàng và làm đồ ngọc cũng tương đối phát triển, những năm gần đây đã phát hiện được nhiều văn vật quý báu. Hoạt động thương nghiệp dần sôi động, trong các di chỉ và mộ táng thời Kim ở khu vực Đông Bắc đã phát hiện được lượng lớn tiền đồng triều Tống, có thể thấy sự mật thiết trong mậu dịch giữa triều Kim và phương nam. Giấy trúc Tắc Sơn và giấy đay Bình Dương ở Sơn Tây vang danh một thời. Dùng bản khắc in thành sách trở nên phổ biến, kỹ thuật bản khắc của triều Kim cho ra các sản phẩm đẹp tương đương với Nam Tống, trung tâm bản khắc in ấn của triều Kim là ở Bình Dương.

### Thương nghiệp
Do sản xuất kinh tế của Kim được khôi phục và phát triển, thương nghiệp ngày càng phồn thịnh. Những năm đầu Kim kiến quốc, thương nghiệp các khu vực phát triển rất không đồng đều. Đương thời, vùng đất tổ tiên của người Nữ Chân là khu vực Đông Bắc còn "không có chợ làm nơi mua bán, không dùng tiền mà chỉ dùng vật phẩm trong mậu dịch", nhưng Trung Đô của Kim và Khai Phong phủ đều là những thành thị thương nghiệp hưng thịnh. Triều Kim cho lập nên không ít "các trường" để tiến hành mậu dịch với Tây Hạ và Nam Tống. Tuy nhiên, do Kim và Tống khi chiến khi hòa nên mậu dịch các trường chịu ảnh hưởng nhất định. Kim chủ yếu xuất sang Nam Tống các thương phẩm như da, nhân sâm, lụa; còn Nam Tống xuất sang Kim các thương phẩm như trà, dược phẩm, tơ. Hội Ninh phủ, Trung Đô, Khai Phong phủ, Tế Nam phủ đều là các trung tâm thương nghiệp khá lớn vào đương thời.
Sau khi Trung Đô (nay thuộc Bắc Kinh) trở thành quốc đô của triều Kim, giao thông thủy bộ phát triển, nhân khẩu gia tăng nhanh chóng, trở thành một trọng trấn thương nghiệp có hoạt động mậu dịch phát triển, trong đó "Thành Bắc tam thị" là trung tâm thương nghiệp. Thời kỳ Kim Thế Tông, chùa Tướng Quốc ở Khai Phong phủ khai tự vào ngày 3, ngày 8 mỗi tháng, lái buôn tập trung tại đó để tiến hành mậu dịch, bên trong "phù ốc" dưới cửa lầu Tuyên Đức, người mua bán rất đông.

### Tiền tệ
Theo chế độ tiền tệ của Kim, ba loại tiền là tiền đồng, tiền giấy, tiền bạc cùng lưu hành. Vào đầu triều Kim, vẫn sử dụng tiền tệ Liêu, Tống; tình trạng này kéo dài đến sau lần nghị hòa thứ hai giữa Kim-Tống, khi mà chiến tranh tạm kết thúc. Năm 1158, Kim Đế Hoàn Nhan Lượng lần đầu tiên cho đúc và lưu hành Chính Long thông bảo Tiểu Bình tiền. Năm 1204, Kim Chương Tông cho đúc Thái Hòa thông bảo Chân Thư tiền. Năm 1213, Kim Đế Hoàn Nhan Vĩnh Tế cho đúc Chí Ninh nguyên bảo tiền. Kim Tuyên Tông sau khi nam thiên cũng cho đúc và lưu thông tiền tệ. Sau khi tiêu diệt Bắc Tống, triều Kim từng phù trợ Lưu Tề lập quốc, tiền tệ thể chế này đúc ra có vẻ thanh tú đẹp đẽ, tinh chỉnh giống như tiền Bắc Tống.

## Văn hóa
Văn hóa triều Kim phát triển đạt đến mặt bằng rất cao, "từ Đại Định (1161-1189) về sau, văn bút hùng kiện, trực kế Bắc Tống chư hiền". Tại một vài phương diện mặc dù không bì được với Tống, song báo trước sự phát triển của văn hóa hậu thế. Triều Kim thi hành chính sách Hán hóa, từ "tá tài dị đại" đến "quốc triều văn phái"  dần hình thành khí phái, phong mạo độc đáo khác với triều Tống, tuy nhiên tinh thần sùng võ dũng mãnh của người Nữ Chân cũng dần biến mất khi tình hình triều Kim ổn định, cuối cùng dẫn đến mất nước. Thời Nguyên, có người nói "Kim vì Nho mà mất", cách nói này không hẳn là nhất định chính xác song người Kim hoàn toàn Hán hóa là sự thực không cần phải tranh cãi. Lưu Kỳ nói: "sau khi nam độ, những người Nữ Chân thế tập mãnh an, mưu khắc thường thường hiếu văn học, thích ngao du với sĩ đại phu". Từ thời Kim Hy Tông về sau, các bậc đế vương triều Kim về sau đều có kiến thức về văn hóa Hán tương đối cao. Thời Nguyên, có người nói: "đế vương biết về âm nhạc có năm người: Đường Huyền Tông, Hậu Đường Trang Tông, Nam Đường Hậu Chủ, Tống Huy Tông, Kim Chương Tông". Trung kỳ triều Kim về sau, hiện tượng người Nữ Chân đổi sang họ Hán, mặc Hán phục ngày càng phổ biến, triều đình luôn cấm song không cản nổi. Kim Thế Tông một lòng phản đối người Nữ Chân hoàn toàn Hán hóa, tích cực thúc đẩy việc học tập chữ viết và ngôn ngữ Nữ Chân, song không làm đảo ngược được tốc độ Hán hóa của người Nữ Chân. Tiếp thu văn hóa Hán nhanh nhất, có trình độ Hán hóa sâu nhất trước tiên là xã hội quý tộc thượng tầng Nữ Chân. Văn hóa nghệ thuật của Kim sau khi kế thừa Liêu và Bắc Tống thì sau không ngừng phát triển, vượt quá Liêu và sau phát triển song song với Nam Tống, cấu thành hai nhánh lớn trong sự phát triển văn hóa Trung Quốc đương thời. Trong lịch sử văn hóa nghệ thuật Trung Quốc, triều Kim có vai trò "cao hơn Liêu và thấp hơn Nguyên".

### Tư tưởng

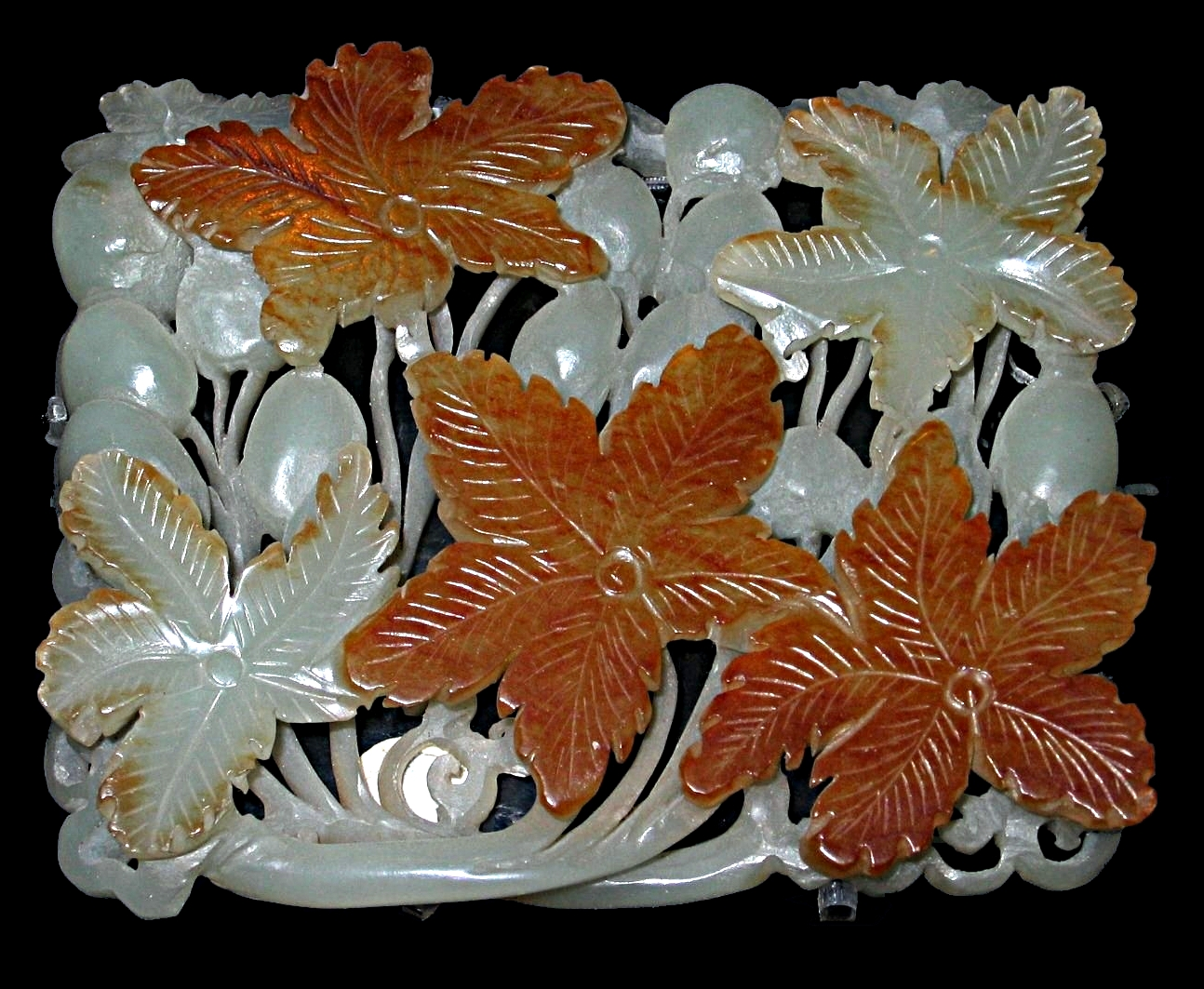
Trang sức phỉ thúy triều Kim

Triều Kim dùng Nho gia làm tư tưởng cơ bản để thống trị nhân dân, còn Đạo giáo, Phật giáo và Pháp gia cũng được lưu truyền và ứng dụng rộng khắp. Các nhà tư tưởng của triều Kim thảo luận bình phẩm lý học và kinh nghĩa học Lưỡng Tống, khiến lý học lại một lần nữa nổi lên ở phương bắc, phát triển tư tưởng Trung Hoa. Trên phương diện tư tưởng học thuật, Triệu Bỉnh Văn được gọi là "Nho chi chính lý chi chủ", ông phê bình ngành truyện chú từ thời Hán đến đương thời, hoàn toàn khẳng định lý học Bắc Tống do Chu Liêm Khê, Nhị Trình (Trình Hạo, Trình Di) kiến lập. Đồng thời dung hợp tư tưởng Phật giáo, Đạo giáo và lý học thành một thể, dùng để bảo vệ tính chính thống của Kim. Vương Nhược Hư phê bình ngành truyện chú, khẳng định lý học Bắc Tống. Tuy nhiên, ông cũng phê bình lý học Bắc Tống, đồng thời từng giành công phu chú thích lý học Lưỡng Tống, cộng thêm bình luận và khen chê; song chưa thành học thuyết. Tác phẩm của Lý Thuần Phủ có "Trung dung tập giải", "Minh đạo tập giải", tư tưởng trước tiên là từ Nho giáo chuyển hướng Đạo giáo, cuối cùng chuyển hướng Phật giáo. Ông nói rằng "học chí ư Phật tắc vô sở học" (học đến Phật thì không còn gì để học nữa), xem các nhà nho Y Xuyên của Tống "giai thiết ngô Phật thư" (đều trộm sách Phật của ta). Để đạt đến tam giáo Nho-Đạo-Phật hợp nhất với Phật giáo là chủ, mạnh dạn khai chiến với lý học Lưỡng Tống.
Về mặt tư tưởng chính trị, Triệu Bỉnh Văn nhận định vương thất và liệt quốc, Hoa và Di, Trung Quốc và quan hệ với bốn phía đều là khả biến, nhận định có lòng thiên hạ của chung thì đều gọi là "Hán", cho rằng giữa xã tắc và dân thì dân quý còn xã tắc thì xem nhẹ, phản đối đề pháp "họa bắt đầu từ phi hậu, thành ở hoạn thủ, mất vì phiên trấn" vào cuối những năm Khai Nguyên thời Đường, nhận định căn nguyên họa hoạn là tại "Minh Hoàng". Vương Nhược Hư cho rằng thống nhất Trung Quốc cần bàn đến "khúc trực chi lý" (cái lý đúng sai), phê phán Âu Dương Tu là nịnh nọt triều đình, cho rằng đất nước tồn vong là do số trời, khen ngợi Tư Mã Quang trong cách nhìn đối với việc chính thống trong lịch sử.
Giống như triều Tống, triều Kim tôn sùng Nho học và Khổng Tử. Ngay từ khi quân Kim tiến quân đến Khúc Phụ, khi binh Kim có ý đồ hủy hoại mộ Khổng Tử thì liền bị Hoàn Nhan Tông Hàn ngăn chặn. Từ thời Kim Hy Tông, triều đình Kim bắt đầu tôn Khổng, lập Khổng miếu tại Thượng Kinh, lại phong hậu duệ của Khổng Tử là Diễn Thánh công. Mặc dù Kim Đế Hoàn Nhan Lượng xem nhẹ Nho học, đến thời Kim Thế Tông và Kim Chương Tông thì Kim lại hết mình tôn Khổng sùng Nho, xây sửa Khổng miếu và miếu học, đồng thời tông sùng "Thượng thư", "Mạnh Tử".

### Văn học và văn tự

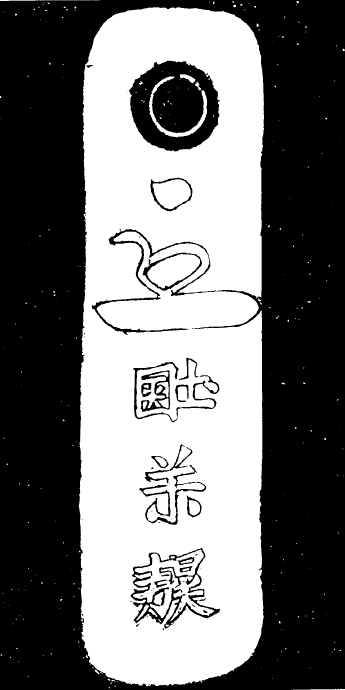
Ngân bài mãnh khắc triều Kim, trên lệnh bài viết bằng Nữ Chân văn, khai quật tại Nakhodka, vùng Primorsky, Liên bang Nga

Vào thời kỳ đầu triều Kim, văn học còn giản đơn mộc mạc, văn học gia phần lớn là bọn người Liêu và người Tống như Hàn Phưởng. Thái Khuê (?～1174) được gọi là cha đẻ của văn học chính truyền triều Kim, ngoài ra còn có Đảng Hoài Anh, cũng như Triệu Phong, Vương Đình Quân, Vương Tịch, Lưu Tòng Ích. Thời kỳ Kim Chương Tông, văn học gia hữu danh có thể kể đến như Triệu Bỉnh Văn, Dương Vân Dực, Lý Thuần Phủ, Nguyên Hiếu Vấn, người Nữ Chân hữu danh có Kim Đế Hoàn Nhan Lượng và Kim Chương Tông. Khi Kim Đế Hoàn Nhan Lượng nam hạ xâm Tống, tại Dương châu làm thơ, có câu: "đề binh bách vạn Tây Hồ trắc, lập mã ngô sơn đệ nhất phong". Hoàn Nhan Lượng lập chí diệt Tống thống nhất Trung Quốc, lời thơ thể hiện sự quyết tâm, bút lực hùng kiện, phong cách khoan khoát. Kim Chương Tông cực kỳ yêu thích thơ từ, sáng tác rất nhiều, song ý cảnh chỉ là cảnh sinh hoạt trong cung, giống như "cung thể thi". Được Kim Chương Tông đề xướng, quan viên quý tộc Nữ Chân cũng có nhiều người học sáng tác thơ Hán. Thi ca do Dự vương Hoàn Nhan Doãn Thành sáng tác được biên thành "Nhạc thiện lão nhân tập". Bên dưới, mãnh an, mưu khắc cũng nỗ lực học thơ, như mãnh an Thuật Hổ Huyền, mưu khắc Ô Lâm Đáp Sảng đều cùng sĩ đại phu người Hán giao du, cần mẫn học thơ. Văn nhân hữu danh triều Kim là Vương Nhược Hư và Nguyên Hiếu Vấn. Tác phẩm của Vương Nhược Hư có "Hô Nam dị lão tập", là bậc anh tài về thơ văn và khảo chứng kinh sử, sơ bộ kiến lập văn pháp học và tu từ học, luận sử của ông công kích Tống Kỳ, luận thi văn của ông lại tôn Tô Thức và hạ thấp Hoàng Đình Kiên, là một bình luận gia có quyền uy trong triều đình Kim, sau này "Kim thạch văn lệ" của Phan Thăng Tiêu chịu ảnh hưởng từ ông. Nguyên Hiếu Vấn là văn học gia có nhiều thành tựu vào thời Kim, tác phẩm của ông có "Di Sơn văn tập", còn "Luận thi tuyệt cú" của ông có 30 bài, xem trọng về đánh giá tác gia, mở đầu cho một môn phái luận thơ quan trọng sau này. "Trung châu tập" của Nguyên Hiếu Vấn thì dùng thơ để lưu sử, ông đưa các khu vực, thi nhân các tộc vào làm nhân vật trong Trung châu tập, phản ánh cụ thể tư tưởng thống nhất các tộc người.
Tạp kịch và hí khúc dưới triều Kim đạt được sự phát triển tương đối, thịnh hành hình thức dùng tạp kịch để diễn trò. Sự phát triển của "Viện bản" thời Kim là cơ sở cho tạp kịch "Nguyên khúc" sau này. "Tây sương ký chư cung điều" của Đổng Giải Nguyên vào thời kỳ Kim Chương Tông là một kiệt tác hí kịch cổ điển của Trung Quốc. Ông tiến hành cải biến dựa trên "Oanh oanh truyện" của Nguyên Chẩn thời Đường, song về phương diện tư tưởng nghệ thuật có sự đột phá khỏi rào cản tư tưởng truyền thống, được gọi là "ông tổ cổ kim truyền kỳ", "tổ của Bắc khúc".
Nữ Chân văn và Hán văn là văn tự công thông hành của triều Kim, trong đó Nữ Chân văn căn cứ theo Khiết Đan tự để viết ngôn ngữ Nữ Chân, bản thân Khiết Đan tự lại cải chế từ Hán tự. Người Nữ Chân nguyên sử dụng Khiết Đan tự, sau khi lập quốc triều Kim, Hoàn Nhan Hy Doãn phụng lệnh Kim Thái Tổ tham khảo Hán văn và Khiết Đan văn mà sáng tạo ra Nữ Chân văn, đến tháng 8 năm 1191 thì ban hành. Năm 1165, Đồ Đan Tử Ôn tham khảo Khiết Đan tự tham khảo bản dịch Khiết Đan tự mà dịch xong các sách như "Trinh Quán chính yếu", "Bạch thị sách lâm". Thời Kim Thế Tông, triều đình thiết lập 'dịch kinh sở', phiên dịch kinh sử Hán văn thành Nữ Chân văn, sau đó cũng dần dịch thêm nhiều bản thư tịch Hán văn. Kim Thế Tông nói với bọn tể tướng: "Sở dĩ Trẫm ra mệnh lệnh phiên dịch Ngũ Kinh là muốn người Nữ Chân biết nhân nghĩa đạo đức sở tại". Tuy nhiên, đương thời khi dịch thuật giữa Nữ Chân tự và Hán tự thì trước tiên phải dịch sang Khiết Đan tự, sau lại tiếp tục chuyển dịch. Thời kỳ Kim Chương Tông, thành lập Hoằng văn viện dịch kinh thư Nho học, mệnh học quan giảng giải. Năm 1191, triều đình bãi phế Khiết Đan tự, quy định từ đó về sau phải trực dịch giữa Hán tự và Nữ Chân tự. Tuy nhiên, cùng với sự thông dụng của Hán ngữ, quý tộc Nữ Chân phần nhiều biết đọc Hán tự. Thư tịch Hán tự được lưu hành rộng khắp trong cộng đồng người Nữ Chân.

### Tôn giáo
Chính sách tôn giáo của triều Kim phần lớn đều chủ trương thuận tòng và nhẫn nại, chủ yếu liên quan tới người Hán và giai cấp thống trị dị tộc. Không kể Phật giáo hay Đạo giáo, đều chủ trương lấy giáo nghĩa của mình làm chủ trong Phật-Đạo-Nho hợp nhất, như trong phát triển lý luận của Phật giáo có Vạn Tùng Hành Tú và Lý Thuần Phủ với trình độ rất cao. Người sáng lập nên Toàn Chân giáo là Vương Triết, phàm khi lập hội đều dùng danh tam giáo, "Toàn Chân giáo tổ bi" của Hoàn Nhan Thục có ghi: "có thể thấy sự hư không minh diệu, tịch tĩnh viên dung, không chỉ chứa nhất giáo". Vương Triết xuất phát từ chủ trương tam giáo hợp nhất, khuyên mọi người tụng "Đạo đức thanh tĩnh kinh", "Bàn nhược tâm kinh", "Hiếu kinh" cùng các kinh điển Đạo, Phật, Nho khác.
Thời kỳ chưa lập quốc, Phật giáo đã lưu truyền trong tộc người Nữ Chân, sau khi họ diệt Liêu và Bắc Tống, lại chịu ảnh hưởng từ Phật giáo Trung Nguyên, niềm tin đối với Phật giáo càng phát triển. Các phái Phật giáo như Hoa Nghiêm, Thiền, Tịnh, Mật đều có sự phát triển tương đối. Trong đó, Thiền tông đặc biệt thịnh hành, việc này có thể nói là hoàn toàn chịu ảnh hưởng từ Phật giáo Bắc Tống, đối với các mặt xã hội, chính trị, kinh tế, văn hóa và tập tục của Kim đều có ảnh hưởng trọng yếu. Sau khi tộc Nữ Chân chiếm lĩnh Trung Nguyên, Đạo Tuân kế thừa Tịnh Như hoằng pháp tại Linh Nham tự, tác phẩm có các thư tịch "Kỳ chúng quảng ngữ", "Du phương khám biện", "Tụng cổ xướng tán". Ở Biện Lương có Phật Nhật đại hoằng pháp hóa, đệ tử truyền pháp là Viên Tính trong những năm Đại Định (1161-1189) ứng thỉnh chủ trì Đàm Chá Sơn tự ở Yên Kinh, hết lòng phục hưng Thiền học. Vạn Tùng Hành Tú là một thiền sư đặc biệt có danh tiếng vào thời Kim, tại Tòng Dung am ông từng bình xướng thiên đồng với "Tụng cổ bách tắc", soạn "Tòng Dung lục", là danh tác Thiền học. Ông đồng thời cũng có tư tưởng dung quán tam giáo, khuyến trọng thần đương thời là Da Luật Sở Tài lấy Phật trị tâm, rất được Da Luật Sở Tài xưng tụng, nói ông "có huyết mạch Tào Động, có tinh xảo của Vân Môn, dự cơ phong của Lâm Tế".
Đạo giáo đến thời Kim xuất hiện Tam đại tân hưng giáo phái là Toàn Chân giáo, Đại Đạo giáo, Thái Nhất giáo. Vương Triết sáng lập ra Toàn Chân giáo vào năm 1167, về sau bảy vị đệ tử của ông luân lưu tiếp nhiệm. Toàn Chân giáo kế thừa tư tưởng Đạo giáo truyền thống, còn đưa thêm tư tưởng phủ lục, đan dược, chỉnh lý nội dung, thiết lập căn cơ cho Đạo giáo ngày nay. Lưu Đức Nhân sáng lập ra Đại Đạo giáo vào năm 1142, giáo phái này chủ trương "thủ khí dưỡng thần", đề xướng tự nuôi dưỡng sức lực, ít nghĩ đến dục, không nói về tu luyện thăng thiên, trường sinh bất lão, đồng thời đưa tư tưởng Nho gia vào hệ thống tư tưởng của mình. Ngoài ra, Đại Đạo giáo còn có chế độ xuất gia. Tiêu Bão Trân là thủy tổ của Thái Nhất giáo, sáng lập ra giáo phái vào năm 1138. Giáo phái này lấy đạo pháp phù lục làm chủ, cũng theo pháp nội luyện mềm yếu. Thái Nhất giáo mô phỏng nguyên tắc bí truyền của Thiên Sư đạo, những người quản lý giáo phái khi tựu nhiệm đều phải đổi sang họ "Tiêu". Thái Nhất giáo lập giáo tông chỉ thị "độ quần sinh ư khổ ách", tôn trọng nhân luân.
Tín ngưỡng của người Nữ Chân là Tát Mãn giáo, là một tôn giáo nguyên thủy bao gồm các tín ngưỡng sùng bái tự nhiên, vật tổ, vạn vật hữu linh, sùng bái tổ tiên, vu thuật. Tát Mãn là trung gian khai thông giữa người và thần, khi tế tự trong lễ nghi, sự kiện trọng đại và ngày tết đều có vu sư tham gia hoặc do tư nghi của họ tiến hành. Nội dung dung hoạt động của Tát Mãn giáo có thể liệt kê như làm tai họa biến mất và khỏi bệnh, người cầu sinh trai gái, chửi rủa người khác gặp phải tai họa.

### Nghệ thuật
Nghệ thuật thời Kim trong quá trình phát triển đạt được thành tựu rất cao trên các phương diện. Kim Chương Tông cho lập Thư họa viện, thu tập danh họa từ dân gian và Tống cất giữ, Vương Đình Quân và Bí thư lang Trương Nhữ Phương giám định 500 quyển thư họa mà triều Kim cất giữ, đồng thời phân biệt định ra thứ hạng. Năm 1127, binh Kim công phá kinh thành Biện Lương của Bắc Tống, đã thu được các bức họa do triều đình Tống cất giữ, bắt họa công đưa về bắc. Cung đình thời Kim xem trọng việc cất giữ các thư họa, lấy số tranh thu được từ Bắc Tống và trong nội phủ làm cơ sở, lại tiến hành trưng tập từ dân gian để làm giàu thêm. Hội họa triều Kim nằm dưới sự ảnh hưởng của văn hóa Hán, so với triều Liêu thì thịnh vượng hơn, đặc biệt là thời kỳ từ Kim Thế Tông đến Kim Chương Tông, hoạt động hội họa ngày càng sôi nổi. Kim Chương Tông giỏi thơ văn thư pháp, lại yêu thích hội họa, ông cho thiết lập Thư họa cục thuộc Bí thư giám, đưa số tranh cất giữ giám định hơn nữa, cũng học tập Tống Huy Tông thư thể đề tên đóng dấu lên danh tác. Triều Kim còn cho lập Đồ họa thự thuộc Thiếu phủ giám, "quản lý đồ họa lũ kim tượng". Đương thời, các bức tranh có tiếng phải kể đến "Phu tuấn đồ" của Ngu Trọng Văn, "Khô mộc" của Vương Đình Quân, "Thần quy đồ" của Trương Khuê, "Chiêu lăng lục tuấn đồ" của Triệu Lâm, đẹp nhất là "Văn cơ quy hán đồ" của Trương Vũ. Kim Đế Hoàn Nhan Lượng có tài vẽ trúc, Hoàn Nhan Doãn Cung vẽ hươu nai nhân vật, Vương Đình Quân giỏi vẽ sơn thủy mặc trúc, Vương Bang Cơ giỏi vẽ nhân vật, Từ Vinh Chi giỏi vẽ điểu hoa, Đỗ Kỹ vẽ an mã (ngựa đặt yên). Tác phẩm hội họa sơn thủy trúc thạch của Vũ Nguyên Trực, Lý Sơn và Vương Đình Quân so với tác phẩm cùng thời của Nam Tống thì hình như biểu lộ ra nhiều hơn phẩm vị "văn nhân".
Thư pháp gia thời Kim học từ thư pháp Bắc Tống, Kim Chương Tông học sấu kim thể của Tống Huy Tông, đạt được thành tựu to lớn. Vương Cạnh giỏi thảo thư và lệ thư, nhất là đại tự, bảng đề trên cung điện lưỡng đô đều là chữ của ông. Đảng Hoài Anh giỏi triện văn và trứu văn, được học giả tôn kính. Triệu Phong giỏi chính, hành, thảo thư, cũng thạo về tiểu triện, chính thư thể đồng thời nhan, tô, thư họa thể hiện vẻ hùng tú, có thể so sánh với Thạch Mạn Khanh của Bắc Tống. Ngô Kích có được bút ý của nhạc phụ Mễ Phất, trong số những người học Mễ Phất đương thời thì Vương Đình Quân đạt được trình độ sâu sắc nhất, đám người Quỳ Tử Sơn vào thời Nguyên sơ không đạt tới trình độ thư pháp của ông. Nhâm Tuân có tài nghệ về nhiều phương diện, thư pháp của ông là đệ nhất đương thời, "Trung châu tập" viết ông "họa cao ư thư, thư cao ư thi, thi cao ư văn".
Những năm đầu triều Kim, nhạc khí của người Nữ Chân chỉ có hai loại trống, sáo; ca vịnh chỉ có một khúc "chá cô". Sau khi tiến vào đất Tống, quân Kim thu được nhạc công, nhạc khí, nhạc thư của giáo phường triều Tống, âm nhạc của người Hán được dung nhập vào trong âm nhạc của người Nữ Chân. Khi Kim Thế Tông thiết yến chiêu đãi sứ giả Nam Tống và Tây Hạ, nhạc nhân học theo triều Tống, song phục trang bất đồng. Vũ đạo triều Kim khởi nguyên từ thời tổ tiên là người Mạt Hạt, sau khi lập quốc, về cơ bản triều Kim trực tiếp hấp thụ vũ đạo từ Bắc Tống, đồng thời cũng phát triển văn hóa nhạc vũ của người Nữ Chân. Về phương diện hí khúc, chư cung điều lưu hành từ thời Bắc Tống, đến triều Kim thì trở thành loại hình thuyết xướng chủ yếu. Trong số tác phẩm chư cung điều đương thời, chỉ có "Tây sương ký chư cung điều" và "Lưu Tri Viễn" của Đổng Giải Nguyên là còn lưu truyền đến ngày nay, trong đó việc "Tây sương ký chư cung điều" xuất hiện có ý nghĩa trong việc hình thành sơ bộ Nguyên khúc về sau.

## Khoa học và kỹ thuật

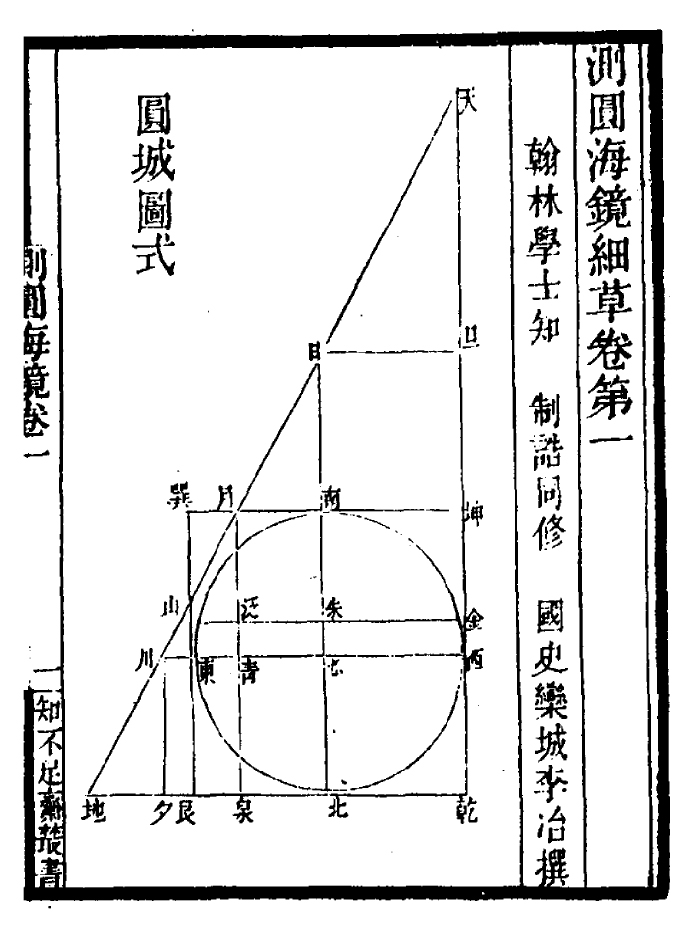
Viên thành đồ thức "Trắc viên hải kính", trong đó dùng Thiên địa càn khôn để đề cập đến các điểm bên trong tam giác.

Từ sau Tĩnh Khang chi biến đến thời kỳ Mông Cổ, do chiến tranh và bạo chính xảy ra thường xuyên, lại thêm thiên tai cũng hay xảy ra, đời sống của nhân dân do đó mà nghèo khổ, bệnh tật lan truyền, khiến cho y học hết sức sôi động, được gọi là "tân học triệu hưng". Vào thời Kim, xuất hiện "Hỏa nhiệt thuyết" của Lưu Hoàn Tố, "Công tà thuyết" của Trương Tòng Chính, "Tì vị thuyết" của Lý Đông Viên. Do sự phong phú của thực tiễn, không ít y gia thâm nhập nghiên cứu kinh điển y học cổ đại, kết hợp với các kinh nghiệm lâm sàng của bản thân, tự hình thành nên một lý thuyết, từ việc giải thích lý luận của tiên nhân, dần hình thành các lưu phái khác nhau. Lưu Hoàn Tố khai sáng Hà Gian học phái, Trương Nguyên Tố khai sáng ra Dịch Thủy học phái, đệ tử của Trương Nguyên Tố là Lý Đông Nguyên cũng tự lập ra Tì vị học thuyết. Ba người này cùng với Chu Chấn Hanh thời Nguyên được gọi chung là "Kim Nguyên tứ đại gia", có ảnh hưởng đối với sự phát triển của lý luận y học Trung Quốc.
Người Kim hấp thu kỹ thuật nông nghiệp của Bắc Tống, khiến cho sản lượng nông nghiệp ở khu vực Thượng Kinh vùng Đông Bắc gia tăng. Hiện nay các nhà khảo cổ khai quật được rất nhiều các nông cụ bằng sắt như lưỡi cày, hồ lô gieo hạt tại Đông Bắc Trung Quốc. Đương thời, nông thư có tiếng ở các khu vực của Kim và Tây Hạ có "Vũ bản tân thư", "Sĩ nông tất dụng", song đến nay đã thất truyền. Đương thời, kỹ thuật trồng dâu nuôi tằm và làm vườn cũng rất phát triển, như lợi dụng "ngưu phẫn phúc bằng" (giàn che bằng phân bò) để đem dưa hấu đến trồng ở khu vực Đông Bắc khá lạnh giá.
Tiến bộ quan trọng nhất về số học đương thời là phát triển Thiên Nguyên thuật, Thiên Nguyên thuật tức là phương pháp lập phương trình bậc cao Trung Quốc cổ đại, trong đó "Thiên nguyên" tương đương với số chưa biết trong số học hiện đại. Năm 1248, vào thời kỳ Kim-Nguyên, số học gia Lý Dã trong các tác phẩm "Trắc viên hải kính", "Ích cổ diễn đoạn" đã giới thiệu có hệ thống việc dùng Thiên nguyên thuật để lập phương trình bậc hai. Triều đình Kim học tập Bắc Tống mà thành lập ra ty thiên giám để quan trắc thiên văn, số học đương thời cũng rất phát triển khiến cho sĩ nhân triều Kim mong muốn được soạn viết sách lịch. Triều đình Kim vào năm 1137 ban bố "Đại Minh lịch" do Dương Cấp biên viết (không phải Đại Minh lịch của Tổ Xung Chi). "Trùng tu Đại Minh lịch" do Triệu Tri Vi nghiên cứu biên thành vào năm 1180, độ chính xác của lịch này vượt quá "Kỉ nguyên lịch" của Tống. Cùng thời gian, Da Luật Lý cũng biên ra "Ất Mùi lịch", song độ chính xác không được như "Trùng tu đại minh lịch".
Ngoài ra, về mặt kiến trúc triều Kim cũng có sự phát triển lớn với việc xây dựng cầu Lư Câu, Trung Đô, hay Hoa Nghiêm tự ở Đại Đồng.

## Danh sách quân chủ
| Kim 1115－1234         | Kim 1115－1234 | Kim 1115－1234            | Kim 1115－1234       | Kim 1115－1234                    | Kim 1115－1234   | Kim 1115－1234                                                                                    |
| Miếu hiệu              | Thụy hiệu | Tên Hán                   | Tên Nữ Chân          | Danh xưng thường dùng             | Thời gian tại vị | Niên hiệu                                                                                         |
| ---------------------- | --- | ------------------------- | -------------------- | --------------------------------- | ---------------- | ------------------------------------------------------------------------------------------------- |
| Kim Thái Tổ 金太祖     | Ưng Càn Hưng Vận Chiêu Đức Định Công Nhân Minh Trang Hiếu Đại Thánh Vũ Nguyên hoàng đế 應乾興運昭德定功仁明莊孝大聖武元皇帝 | Mân 旻                    | A Cốt Đả 阿骨打      | Hoàn Nhan A Cốt Đả 完顏阿骨打     | 1114－1123       | Thu Quốc 收國, 1115－1116 Thiên Phụ 天輔, 1117－1123                                              |
| Kim Thái Tông 金太宗   | Thể Nguyên Ưng Vận Thế Đức Chiêu Công Triết Huệ Nhân Thánh Văn Liệt hoàng đế 體元應運世德昭功哲惠仁聖文烈皇帝               | Thịnh 晟                  | Ngô Khất Mãi 吳乞買  | Hoàn Nhan Ngô Khất Mãi 完顏吳乞買 | 1123－1135       | Thiên Hội 天會, 1123－1135                                                                        |
| Kim Hy Tông 金熙宗     | Hoằng Cơ Toản Vũ Trang Tĩnh Hiếu Thành hoàng đế 弘基纘武莊靖孝成皇帝                                                        | Đản 亶                    | Hợp Lạt 合剌         | Hoàn Nhan Đản 完顏亶              | 1135－1149       | Thiên Hội 1135－1137 Thiên Quyến 天眷, 1138－1141 Hoàng Thống 皇統, 1141－1149                    |
|                        | Hải Lăng Vương 海陵王 | Lượng 亮                  | Địch Cổ Nãi 迪古乃   | Hoàn Nhan Lượng 完顏亮            | 1149－1161       | Thiên Đức 天德, 1149－1152 Trinh Nguyên 貞元, 1153－1156 Chính Long 正隆, 1156－1161              |
| Kim Thế Tông 金世宗    | Quang Thiên Hưng Vận Văn Đức Vũ Công Thánh Minh Nhân Hiếu hoàng đế 光天興運文德武功聖明仁孝皇帝                             | Tụ/Ung 褎/雍              | Ô Lộc 烏祿           | Hoàn Nhan Ung 完顏雍              | 1161－1189       | Đại Định 大定, 1161－1189                                                                         |
| Kim Chương Tông 金章宗 | Hiến Thiên Quang Vận Nhân Văn Nghĩa Vũ Thần Thánh Anh Hiếu hoàng đế 憲天光運仁文義武神聖英孝皇帝                            | Cảnh 璟                   | Ma Đạt Cát 麻達葛    | Hoàn Nhan Cảnh 完顏璟             | 1189－1208       | Minh Xương 明昌, 1190－1195 Thừa An 承安, 1196－1200 Thái Hòa 泰和, 1201－1208                    |
|                        | Vệ Thiệu Vương 衛紹王 | Doãn Tế/Vĩnh Tế 允濟/永濟 | Hưng Thắng 興勝      | Hoàn Nhan Vĩnh Tế 完顏永濟        | 1208－1213       | Thái Hòa 泰和, 1208－1209 Đại An 大安, 1209－1211 Sùng Khánh 崇慶, 1212－1213 Chí Ninh 至寧, 1213 |
| Kim Tuyên Tông 金宣宗  | Kế Thiên Hưng Thống Thuật Đạo Cần Nhân An Vũ Thánh Hiếu hoàng đế 繼天興統述道勤仁英武聖孝皇帝                               | Tuần 珣                   | Ngô Đổ Bổ 吾睹補     | Hoàn Nhan Tuần                    | 1213－1223       | Trinh Hựu 貞祐, 1213－1217 Hưng Định 興定, 1217－1222 Nguyên Quang 元光, 1222－1223               |
| Kim Ai Tông 金哀宗     | Kính Thiên Đức Vận Trung Văn Tĩnh Vũ Thiên Thánh Liệt Hiếu Trang hoàng đế敬天德运忠文靖武天圣烈孝莊皇帝                     | Thủ Lễ/Thủ Tự 守禮/守緒   | Ninh Giáp Tốc 寧甲速 | Hoàn Nhan Thủ Tự 完顏守緒         | 1223－1234       | Chính Đại 正大, 1224－1232 Khai Hưng 開興, 1232 Thiên Hưng 天興 1232－1234                        |
| Kim Chiêu Tông 金昭宗  | | Thừa Lân 承麟             | Hô Đôn 呼敦          | Hoàn Nhan Thừa Lân 完颜承麟       | 1234             | Thịnh Xương 盛昌, 9 tháng 2, 1234                                                                 |

## Thế phả
|                                                        |                                                        |                                                        |                                                        |                                                        |                                                        |  |  | Kim Thủy Tổ Hoàn Nhan Hàm Phổ ?-941-960           |                                                   |                                                   |                                                   |                                                   |                                                   |  |  |                                                     |                                                     |                                                     |                                                     |                                                     |                                                     |  |  |                                                |                                                |                                                |                                                |                                                |                                                |  |  |  |  |  |  |  |  |  |  |  |  |  |  |  |  |  |  |  |  |  |  |  |  |
|                                                        |                                                        |                                                        |                                                        |                                                        |                                                        |  |  |                                                   |                                                   |                                                   |                                                   |                                                   |                                                   |  |  |                                                     |                                                     |                                                     |                                                     |                                                     |                                                     |  |  |                                                |                                                |                                                |                                                |                                                |                                                |  |  |  |  |  |  |  |  |  |  |  |  |  |  |  |  |  |  |  |  |  |  |  |  |
|                                                        |                                                        |                                                        |                                                        |                                                        |                                                        |  |  | Kim Đức Đế Hoàn Nhan Ô Lỗ ?-960-962               |                                                   |                                                   |                                                   |                                                   |                                                   |  |  |                                                     |                                                     |                                                     |                                                     |                                                     |                                                     |  |  |                                                |                                                |                                                |                                                |                                                |                                                |  |  |  |  |  |  |  |  |  |  |  |  |  |  |  |  |  |  |  |  |  |  |  |  |
|                                                        |                                                        |                                                        |                                                        |                                                        |                                                        |  |  |                                                   |                                                   |                                                   |                                                   |                                                   |                                                   |  |  |                                                     |                                                     |                                                     |                                                     |                                                     |                                                     |  |  |                                                |                                                |                                                |                                                |                                                |                                                |  |  |  |  |  |  |  |  |  |  |  |  |  |  |  |  |  |  |  |  |  |  |  |  |
|                                                        |                                                        |                                                        |                                                        |                                                        |                                                        |  |  | Kim An Đế Hoàn Nhan Bạt Hải ?-962-983             |                                                   |                                                   |                                                   |                                                   |                                                   |  |  |                                                     |                                                     |                                                     |                                                     |                                                     |                                                     |  |  |                                                |                                                |                                                |                                                |                                                |                                                |  |  |  |  |  |  |  |  |  |  |  |  |  |  |  |  |  |  |  |  |  |  |  |  |
|                                                        |                                                        |                                                        |                                                        |                                                        |                                                        |  |  |                                                   |                                                   |                                                   |                                                   |                                                   |                                                   |  |  |                                                     |                                                     |                                                     |                                                     |                                                     |                                                     |  |  |                                                |                                                |                                                |                                                |                                                |                                                |  |  |  |  |  |  |  |  |  |  |  |  |  |  |  |  |  |  |  |  |  |  |  |  |
|                                                        |                                                        |                                                        |                                                        |                                                        |                                                        |  |  | Kim Hiến Tổ Hoàn Nhan Tuy Khả ?-983-1005          |                                                   |                                                   |                                                   |                                                   |                                                   |  |  |                                                     |                                                     |                                                     |                                                     |                                                     |                                                     |  |  |                                                |                                                |                                                |                                                |                                                |                                                |  |  |  |  |  |  |  |  |  |  |  |  |  |  |  |  |  |  |  |  |  |  |  |  |
|                                                        |                                                        |                                                        |                                                        |                                                        |                                                        |  |  |                                                   |                                                   |                                                   |                                                   |                                                   |                                                   |  |  |                                                     |                                                     |                                                     |                                                     |                                                     |                                                     |  |  |                                                |                                                |                                                |                                                |                                                |                                                |  |  |  |  |  |  |  |  |  |  |  |  |  |  |  |  |  |  |  |  |  |  |  |  |
|                                                        |                                                        |                                                        |                                                        |                                                        |                                                        |  |  | Kim Chiêu Tổ Hoàn Nhan Thạch Lỗ ?-1005-1021       |                                                   |                                                   |                                                   |                                                   |                                                   |  |  |                                                     |                                                     |                                                     |                                                     |                                                     |                                                     |  |  |                                                |                                                |                                                |                                                |                                                |                                                |  |  |  |  |  |  |  |  |  |  |  |  |  |  |  |  |  |  |  |  |  |  |  |  |
|                                                        |                                                        |                                                        |                                                        |                                                        |                                                        |  |  |                                                   |                                                   |                                                   |                                                   |                                                   |                                                   |  |  |                                                     |                                                     |                                                     |                                                     |                                                     |                                                     |  |  |                                                |                                                |                                                |                                                |                                                |                                                |  |  |  |  |  |  |  |  |  |  |  |  |  |  |  |  |  |  |  |  |  |  |  |  |
|                                                        |                                                        |                                                        |                                                        |                                                        |                                                        |  |  | Kim Cảnh Tổ Hoàn Nhan Ô Cổ Nãi ?-1021-1074        |                                                   |                                                   |                                                   |                                                   |                                                   |  |  |                                                     |                                                     |                                                     |                                                     |                                                     |                                                     |  |  |                                                |                                                |                                                |                                                |                                                |                                                |  |  |  |  |  |  |  |  |  |  |  |  |  |  |  |  |  |  |  |  |  |  |  |  |
|                                                        |                                                        |                                                        |                                                        |                                                        |                                                        |  |  |                                                   |                                                   |                                                   |                                                   |                                                   |                                                   |  |  |                                                     |                                                     |                                                     |                                                     |                                                     |                                                     |  |  |                                                |                                                |                                                |                                                |                                                |                                                |  |  |  |  |  |  |  |  |  |  |  |  |  |  |  |  |  |  |  |  |  |  |  |  |
|                                                        |                                                        |                                                        |                                                        |                                                        |                                                        |  |  |                                                   |                                                   |                                                   |                                                   |                                                   |                                                   |  |  |                                                     |                                                     |                                                     |                                                     |                                                     |                                                     |  |  |                                                |                                                |                                                |                                                |                                                |                                                |  |  |  |  |  |  |  |  |  |  |  |  |  |  |  |  |  |  |  |  |  |  |  |  |
|                                                        |                                                        |                                                        |                                                        |                                                        |                                                        |  |  | Kim Thế Tổ Hoàn Nhan Hặc Lý Bát 1039-1074-1092    | Kim Thế Tổ Hoàn Nhan Hặc Lý Bát 1039-1074-1092    | Kim Thế Tổ Hoàn Nhan Hặc Lý Bát 1039-1074-1092    | Kim Thế Tổ Hoàn Nhan Hặc Lý Bát 1039-1074-1092    | Kim Thế Tổ Hoàn Nhan Hặc Lý Bát 1039-1074-1092    | Kim Thế Tổ Hoàn Nhan Hặc Lý Bát 1039-1074-1092    |  |  | Kim Túc Tông Hoàn Nhan Pha Thứ Thục 1042-1092-1094  | Kim Túc Tông Hoàn Nhan Pha Thứ Thục 1042-1092-1094  | Kim Túc Tông Hoàn Nhan Pha Thứ Thục 1042-1092-1094  | Kim Túc Tông Hoàn Nhan Pha Thứ Thục 1042-1092-1094  | Kim Túc Tông Hoàn Nhan Pha Thứ Thục 1042-1092-1094  | Kim Túc Tông Hoàn Nhan Pha Thứ Thục 1042-1092-1094  |  |  | Kim Mục Tông Hoàn Nhan Doanh Ca 1052-1094-1103 | Kim Mục Tông Hoàn Nhan Doanh Ca 1052-1094-1103 | Kim Mục Tông Hoàn Nhan Doanh Ca 1052-1094-1103 | Kim Mục Tông Hoàn Nhan Doanh Ca 1052-1094-1103 | Kim Mục Tông Hoàn Nhan Doanh Ca 1052-1094-1103 | Kim Mục Tông Hoàn Nhan Doanh Ca 1052-1094-1103 |  |  |  |  |  |  |  |  |  |  |  |  |  |  |  |  |  |  |  |  |  |  |  |  |
|                                                        |                                                        |                                                        |                                                        |                                                        |                                                        |  |  | Kim Thế Tổ Hoàn Nhan Hặc Lý Bát 1039-1074-1092    | Kim Thế Tổ Hoàn Nhan Hặc Lý Bát 1039-1074-1092    | Kim Thế Tổ Hoàn Nhan Hặc Lý Bát 1039-1074-1092    | Kim Thế Tổ Hoàn Nhan Hặc Lý Bát 1039-1074-1092    | Kim Thế Tổ Hoàn Nhan Hặc Lý Bát 1039-1074-1092    | Kim Thế Tổ Hoàn Nhan Hặc Lý Bát 1039-1074-1092    |  |  | Kim Túc Tông Hoàn Nhan Pha Thứ Thục 1042-1092-1094  | Kim Túc Tông Hoàn Nhan Pha Thứ Thục 1042-1092-1094  | Kim Túc Tông Hoàn Nhan Pha Thứ Thục 1042-1092-1094  | Kim Túc Tông Hoàn Nhan Pha Thứ Thục 1042-1092-1094  | Kim Túc Tông Hoàn Nhan Pha Thứ Thục 1042-1092-1094  | Kim Túc Tông Hoàn Nhan Pha Thứ Thục 1042-1092-1094  |  |  | Kim Mục Tông Hoàn Nhan Doanh Ca 1052-1094-1103 | Kim Mục Tông Hoàn Nhan Doanh Ca 1052-1094-1103 | Kim Mục Tông Hoàn Nhan Doanh Ca 1052-1094-1103 | Kim Mục Tông Hoàn Nhan Doanh Ca 1052-1094-1103 | Kim Mục Tông Hoàn Nhan Doanh Ca 1052-1094-1103 | Kim Mục Tông Hoàn Nhan Doanh Ca 1052-1094-1103 |  |  |  |  |  |  |  |  |  |  |  |  |  |  |  |  |  |  |  |  |  |  |  |  |
|                                                        |                                                        |                                                        |                                                        |                                                        |                                                        |  |  |                                                   |                                                   |                                                   |                                                   |                                                   |                                                   |  |  |                                                     |                                                     |                                                     |                                                     |                                                     |                                                     |  |  |                                                |                                                |                                                |                                                |                                                |                                                |  |  |  |  |  |  |  |  |  |  |  |  |  |  |  |  |  |  |  |  |  |  |  |  |
| Kim Khang Tông Hoàn Nhan Ô Nhã Thúc 1061-1103-1113     | Kim Khang Tông Hoàn Nhan Ô Nhã Thúc 1061-1103-1113     | Kim Khang Tông Hoàn Nhan Ô Nhã Thúc 1061-1103-1113     | Kim Khang Tông Hoàn Nhan Ô Nhã Thúc 1061-1103-1113     | Kim Khang Tông Hoàn Nhan Ô Nhã Thúc 1061-1103-1113     | Kim Khang Tông Hoàn Nhan Ô Nhã Thúc 1061-1103-1113     |  |  | (1)Kim Thái Tổ Hoàn Nhan Mân 1068-1115-1123       | (1)Kim Thái Tổ Hoàn Nhan Mân 1068-1115-1123       | (1)Kim Thái Tổ Hoàn Nhan Mân 1068-1115-1123       | (1)Kim Thái Tổ Hoàn Nhan Mân 1068-1115-1123       | (1)Kim Thái Tổ Hoàn Nhan Mân 1068-1115-1123       | (1)Kim Thái Tổ Hoàn Nhan Mân 1068-1115-1123       |  |  | (2)Kim Thái Tông Hoàn Nhan Thịnh 1075-1123-1135     | (2)Kim Thái Tông Hoàn Nhan Thịnh 1075-1123-1135     | (2)Kim Thái Tông Hoàn Nhan Thịnh 1075-1123-1135     | (2)Kim Thái Tông Hoàn Nhan Thịnh 1075-1123-1135     | (2)Kim Thái Tông Hoàn Nhan Thịnh 1075-1123-1135     | (2)Kim Thái Tông Hoàn Nhan Thịnh 1075-1123-1135     |  |  | □                                              | □                                              | □                                              | □                                              | □                                              | □                                              |  |  |  |  |  |  |  |  |  |  |  |  |  |  |  |  |  |  |  |  |  |  |  |  |
| Kim Khang Tông Hoàn Nhan Ô Nhã Thúc 1061-1103-1113     | Kim Khang Tông Hoàn Nhan Ô Nhã Thúc 1061-1103-1113     | Kim Khang Tông Hoàn Nhan Ô Nhã Thúc 1061-1103-1113     | Kim Khang Tông Hoàn Nhan Ô Nhã Thúc 1061-1103-1113     | Kim Khang Tông Hoàn Nhan Ô Nhã Thúc 1061-1103-1113     | Kim Khang Tông Hoàn Nhan Ô Nhã Thúc 1061-1103-1113     |  |  | (1)Kim Thái Tổ Hoàn Nhan Mân 1068-1115-1123       | (1)Kim Thái Tổ Hoàn Nhan Mân 1068-1115-1123       | (1)Kim Thái Tổ Hoàn Nhan Mân 1068-1115-1123       | (1)Kim Thái Tổ Hoàn Nhan Mân 1068-1115-1123       | (1)Kim Thái Tổ Hoàn Nhan Mân 1068-1115-1123       | (1)Kim Thái Tổ Hoàn Nhan Mân 1068-1115-1123       |  |  | (2)Kim Thái Tông Hoàn Nhan Thịnh 1075-1123-1135     | (2)Kim Thái Tông Hoàn Nhan Thịnh 1075-1123-1135     | (2)Kim Thái Tông Hoàn Nhan Thịnh 1075-1123-1135     | (2)Kim Thái Tông Hoàn Nhan Thịnh 1075-1123-1135     | (2)Kim Thái Tông Hoàn Nhan Thịnh 1075-1123-1135     | (2)Kim Thái Tông Hoàn Nhan Thịnh 1075-1123-1135     |  |  | □                                              | □                                              | □                                              | □                                              | □                                              | □                                              |  |  |  |  |  |  |  |  |  |  |  |  |  |  |  |  |  |  |  |  |  |  |  |  |
|                                                        |                                                        |                                                        |                                                        |                                                        |                                                        |  |  |                                                   |                                                   |                                                   |                                                   |                                                   |                                                   |  |  |                                                     |                                                     |                                                     |                                                     |                                                     |                                                     |  |  |                                                |                                                |                                                |                                                |                                                |                                                |  |  |  |  |  |  |  |  |  |  |  |  |  |  |  |  |  |  |  |  |  |  |  |  |
| Liêu Trung Liệt vương Hoàn Nhan Tông Cán ?-1141        | Liêu Trung Liệt vương Hoàn Nhan Tông Cán ?-1141        | Liêu Trung Liệt vương Hoàn Nhan Tông Cán ?-1141        | Liêu Trung Liệt vương Hoàn Nhan Tông Cán ?-1141        | Liêu Trung Liệt vương Hoàn Nhan Tông Cán ?-1141        | Liêu Trung Liệt vương Hoàn Nhan Tông Cán ?-1141        |  |  | Kim Duệ Tông Hoàn Nhan Tông Phụ 1096-1135         | Kim Duệ Tông Hoàn Nhan Tông Phụ 1096-1135         | Kim Duệ Tông Hoàn Nhan Tông Phụ 1096-1135         | Kim Duệ Tông Hoàn Nhan Tông Phụ 1096-1135         | Kim Duệ Tông Hoàn Nhan Tông Phụ 1096-1135         | Kim Duệ Tông Hoàn Nhan Tông Phụ 1096-1135         |  |  | Kim Huy Tông Hoàn Nhan Tông Tuấn ?-1124             | Kim Huy Tông Hoàn Nhan Tông Tuấn ?-1124             | Kim Huy Tông Hoàn Nhan Tông Tuấn ?-1124             | Kim Huy Tông Hoàn Nhan Tông Tuấn ?-1124             | Kim Huy Tông Hoàn Nhan Tông Tuấn ?-1124             | Kim Huy Tông Hoàn Nhan Tông Tuấn ?-1124             |  |  |                                                |                                                |                                                |                                                |                                                |                                                |  |  |  |  |  |  |  |  |  |  |  |  |  |  |  |  |  |  |  |  |  |  |  |  |
| Liêu Trung Liệt vương Hoàn Nhan Tông Cán ?-1141        | Liêu Trung Liệt vương Hoàn Nhan Tông Cán ?-1141        | Liêu Trung Liệt vương Hoàn Nhan Tông Cán ?-1141        | Liêu Trung Liệt vương Hoàn Nhan Tông Cán ?-1141        | Liêu Trung Liệt vương Hoàn Nhan Tông Cán ?-1141        | Liêu Trung Liệt vương Hoàn Nhan Tông Cán ?-1141        |  |  | Kim Duệ Tông Hoàn Nhan Tông Phụ 1096-1135         | Kim Duệ Tông Hoàn Nhan Tông Phụ 1096-1135         | Kim Duệ Tông Hoàn Nhan Tông Phụ 1096-1135         | Kim Duệ Tông Hoàn Nhan Tông Phụ 1096-1135         | Kim Duệ Tông Hoàn Nhan Tông Phụ 1096-1135         | Kim Duệ Tông Hoàn Nhan Tông Phụ 1096-1135         |  |  | Kim Huy Tông Hoàn Nhan Tông Tuấn ?-1124             | Kim Huy Tông Hoàn Nhan Tông Tuấn ?-1124             | Kim Huy Tông Hoàn Nhan Tông Tuấn ?-1124             | Kim Huy Tông Hoàn Nhan Tông Tuấn ?-1124             | Kim Huy Tông Hoàn Nhan Tông Tuấn ?-1124             | Kim Huy Tông Hoàn Nhan Tông Tuấn ?-1124             |  |  |                                                |                                                |                                                |                                                |                                                |                                                |  |  |  |  |  |  |  |  |  |  |  |  |  |  |  |  |  |  |  |  |  |  |  |  |
| (4)Hải Lăng Dương vương Hoàn Nhan Lượng 1122-1150-1161 | (4)Hải Lăng Dương vương Hoàn Nhan Lượng 1122-1150-1161 | (4)Hải Lăng Dương vương Hoàn Nhan Lượng 1122-1150-1161 | (4)Hải Lăng Dương vương Hoàn Nhan Lượng 1122-1150-1161 | (4)Hải Lăng Dương vương Hoàn Nhan Lượng 1122-1150-1161 | (4)Hải Lăng Dương vương Hoàn Nhan Lượng 1122-1150-1161 |  |  | (5)Kim Thế Tông Hoàn Nhan Ung 1123-1161-1189      | (5)Kim Thế Tông Hoàn Nhan Ung 1123-1161-1189      | (5)Kim Thế Tông Hoàn Nhan Ung 1123-1161-1189      | (5)Kim Thế Tông Hoàn Nhan Ung 1123-1161-1189      | (5)Kim Thế Tông Hoàn Nhan Ung 1123-1161-1189      | (5)Kim Thế Tông Hoàn Nhan Ung 1123-1161-1189      |  |  | (3)Kim Hi Tông Hoàn Nhan Đản 1119-1135-1150         | (3)Kim Hi Tông Hoàn Nhan Đản 1119-1135-1150         | (3)Kim Hi Tông Hoàn Nhan Đản 1119-1135-1150         | (3)Kim Hi Tông Hoàn Nhan Đản 1119-1135-1150         | (3)Kim Hi Tông Hoàn Nhan Đản 1119-1135-1150         | (3)Kim Hi Tông Hoàn Nhan Đản 1119-1135-1150         |  |  |                                                |                                                |                                                |                                                |                                                |                                                |  |  |  |  |  |  |  |  |  |  |  |  |  |  |  |  |  |  |  |  |  |  |  |  |
| (4)Hải Lăng Dương vương Hoàn Nhan Lượng 1122-1150-1161 | (4)Hải Lăng Dương vương Hoàn Nhan Lượng 1122-1150-1161 | (4)Hải Lăng Dương vương Hoàn Nhan Lượng 1122-1150-1161 | (4)Hải Lăng Dương vương Hoàn Nhan Lượng 1122-1150-1161 | (4)Hải Lăng Dương vương Hoàn Nhan Lượng 1122-1150-1161 | (4)Hải Lăng Dương vương Hoàn Nhan Lượng 1122-1150-1161 |  |  | (5)Kim Thế Tông Hoàn Nhan Ung 1123-1161-1189      | (5)Kim Thế Tông Hoàn Nhan Ung 1123-1161-1189      | (5)Kim Thế Tông Hoàn Nhan Ung 1123-1161-1189      | (5)Kim Thế Tông Hoàn Nhan Ung 1123-1161-1189      | (5)Kim Thế Tông Hoàn Nhan Ung 1123-1161-1189      | (5)Kim Thế Tông Hoàn Nhan Ung 1123-1161-1189      |  |  | (3)Kim Hi Tông Hoàn Nhan Đản 1119-1135-1150         | (3)Kim Hi Tông Hoàn Nhan Đản 1119-1135-1150         | (3)Kim Hi Tông Hoàn Nhan Đản 1119-1135-1150         | (3)Kim Hi Tông Hoàn Nhan Đản 1119-1135-1150         | (3)Kim Hi Tông Hoàn Nhan Đản 1119-1135-1150         | (3)Kim Hi Tông Hoàn Nhan Đản 1119-1135-1150         |  |  |                                                |                                                |                                                |                                                |                                                |                                                |  |  |  |  |  |  |  |  |  |  |  |  |  |  |  |  |  |  |  |  |  |  |  |  |
|                                                        |                                                        |                                                        |                                                        |                                                        |                                                        |  |  |                                                   |                                                   |                                                   |                                                   |                                                   |                                                   |  |  |                                                     |                                                     |                                                     |                                                     |                                                     |                                                     |  |  |                                                |                                                |                                                |                                                |                                                |                                                |  |  |  |  |  |  |  |  |  |  |  |  |  |  |  |  |  |  |  |  |  |  |  |  |
|                                                        |                                                        |                                                        |                                                        |                                                        |                                                        |  |  | Kim Hiển Tông Hoàn Nhan Doãn Cung 1146-1185       | Kim Hiển Tông Hoàn Nhan Doãn Cung 1146-1185       | Kim Hiển Tông Hoàn Nhan Doãn Cung 1146-1185       | Kim Hiển Tông Hoàn Nhan Doãn Cung 1146-1185       | Kim Hiển Tông Hoàn Nhan Doãn Cung 1146-1185       | Kim Hiển Tông Hoàn Nhan Doãn Cung 1146-1185       |  |  | (7)Vệ Thiệu vương Kim Vệ Thiệu Vương 1168-1208-1213 | (7)Vệ Thiệu vương Kim Vệ Thiệu Vương 1168-1208-1213 | (7)Vệ Thiệu vương Kim Vệ Thiệu Vương 1168-1208-1213 | (7)Vệ Thiệu vương Kim Vệ Thiệu Vương 1168-1208-1213 | (7)Vệ Thiệu vương Kim Vệ Thiệu Vương 1168-1208-1213 | (7)Vệ Thiệu vương Kim Vệ Thiệu Vương 1168-1208-1213 |  |  |                                                |                                                |                                                |                                                |                                                |                                                |  |  |  |  |  |  |  |  |  |  |  |  |  |  |  |  |  |  |  |  |  |  |  |  |
|                                                        |                                                        |                                                        |                                                        |                                                        |                                                        |  |  | Kim Hiển Tông Hoàn Nhan Doãn Cung 1146-1185       | Kim Hiển Tông Hoàn Nhan Doãn Cung 1146-1185       | Kim Hiển Tông Hoàn Nhan Doãn Cung 1146-1185       | Kim Hiển Tông Hoàn Nhan Doãn Cung 1146-1185       | Kim Hiển Tông Hoàn Nhan Doãn Cung 1146-1185       | Kim Hiển Tông Hoàn Nhan Doãn Cung 1146-1185       |  |  | (7)Vệ Thiệu vương Kim Vệ Thiệu Vương 1168-1208-1213 | (7)Vệ Thiệu vương Kim Vệ Thiệu Vương 1168-1208-1213 | (7)Vệ Thiệu vương Kim Vệ Thiệu Vương 1168-1208-1213 | (7)Vệ Thiệu vương Kim Vệ Thiệu Vương 1168-1208-1213 | (7)Vệ Thiệu vương Kim Vệ Thiệu Vương 1168-1208-1213 | (7)Vệ Thiệu vương Kim Vệ Thiệu Vương 1168-1208-1213 |  |  |                                                |                                                |                                                |                                                |                                                |                                                |  |  |  |  |  |  |  |  |  |  |  |  |  |  |  |  |  |  |  |  |  |  |  |  |
|                                                        |                                                        |                                                        |                                                        |                                                        |                                                        |  |  |                                                   |                                                   |                                                   |                                                   |                                                   |                                                   |  |  |                                                     |                                                     |                                                     |                                                     |                                                     |                                                     |  |  |                                                |                                                |                                                |                                                |                                                |                                                |  |  |  |  |  |  |  |  |  |  |  |  |  |  |  |  |  |  |  |  |  |  |  |  |
| (8)Kim Tuyên Tông Hoàn Nhan Tuần 1163-1213-1224        | (8)Kim Tuyên Tông Hoàn Nhan Tuần 1163-1213-1224        | (8)Kim Tuyên Tông Hoàn Nhan Tuần 1163-1213-1224        | (8)Kim Tuyên Tông Hoàn Nhan Tuần 1163-1213-1224        | (8)Kim Tuyên Tông Hoàn Nhan Tuần 1163-1213-1224        | (8)Kim Tuyên Tông Hoàn Nhan Tuần 1163-1213-1224        |  |  | (6) Kim Chương Tông Hoàn Nhan Cảnh 1168-1189-1208 | (6) Kim Chương Tông Hoàn Nhan Cảnh 1168-1189-1208 | (6) Kim Chương Tông Hoàn Nhan Cảnh 1168-1189-1208 | (6) Kim Chương Tông Hoàn Nhan Cảnh 1168-1189-1208 | (6) Kim Chương Tông Hoàn Nhan Cảnh 1168-1189-1208 | (6) Kim Chương Tông Hoàn Nhan Cảnh 1168-1189-1208 |  |  |                                                     |                                                     |                                                     |                                                     |                                                     |                                                     |  |  |                                                |                                                |                                                |                                                |                                                |                                                |  |  |  |  |  |  |  |  |  |  |  |  |  |  |  |  |  |  |  |  |  |  |  |  |
| (8)Kim Tuyên Tông Hoàn Nhan Tuần 1163-1213-1224        | (8)Kim Tuyên Tông Hoàn Nhan Tuần 1163-1213-1224        | (8)Kim Tuyên Tông Hoàn Nhan Tuần 1163-1213-1224        | (8)Kim Tuyên Tông Hoàn Nhan Tuần 1163-1213-1224        | (8)Kim Tuyên Tông Hoàn Nhan Tuần 1163-1213-1224        | (8)Kim Tuyên Tông Hoàn Nhan Tuần 1163-1213-1224        |  |  | (6) Kim Chương Tông Hoàn Nhan Cảnh 1168-1189-1208 | (6) Kim Chương Tông Hoàn Nhan Cảnh 1168-1189-1208 | (6) Kim Chương Tông Hoàn Nhan Cảnh 1168-1189-1208 | (6) Kim Chương Tông Hoàn Nhan Cảnh 1168-1189-1208 | (6) Kim Chương Tông Hoàn Nhan Cảnh 1168-1189-1208 | (6) Kim Chương Tông Hoàn Nhan Cảnh 1168-1189-1208 |  |  |                                                     |                                                     |                                                     |                                                     |                                                     |                                                     |  |  |                                                |                                                |                                                |                                                |                                                |                                                |  |  |  |  |  |  |  |  |  |  |  |  |  |  |  |  |  |  |  |  |  |  |  |  |
| (9)Kim Ai Tông Hoàn Nhan Thủ Tự 1198-1224-1234         |                                                        |                                                        |                                                        |                                                        |                                                        |  |  |                                                   |                                                   |                                                   |                                                   |                                                   |                                                   |  |  |                                                     |                                                     |                                                     |                                                     |                                                     |                                                     |  |  |                                                |                                                |                                                |                                                |                                                |                                                |  |  |  |  |  |  |  |  |  |  |  |  |  |  |  |  |  |  |  |  |  |  |  |  |
|                                                        |                                                        |                                                        |                                                        |                                                        |                                                        |  |  |                                                   |                                                   |                                                   |                                                   |                                                   |                                                   |  |  |                                                     |                                                     |                                                     |                                                     |                                                     |                                                     |  |  |                                                |                                                |                                                |                                                |                                                |                                                |  |  |  |  |  |  |  |  |  |  |  |  |  |  |  |  |  |  |  |  |  |  |  |  |
|                                                        |                                                        |                                                        |                                                        |                                                        |                                                        |  |  |                                                   |                                                   |                                                   |                                                   |                                                   |                                                   |  |  |                                                     |                                                     |                                                     |                                                     |                                                     |                                                     |  |  | (10)Kim Mạt Đế Hoàn Nhan Thừa Lân ?-1234       |                                                |                                                |                                                |                                                |                                                |  |  |  |  |  |  |  |  |  |  |  |  |  |  |  |  |  |  |  |  |  |  |  |  |